# Antonio Guzmán Blanco
Antonio José Leocadio Ramón de La Trinidad y María Guzmán Blanco (Caracas, 28 de febrero de 1829-París, 28 de julio de 1899) fue un caudillo, abogado, diplomático, político y dictador venezolano. Partícipe y general durante la Guerra Federal, vicepresidente, ministro de distintas carteras y enviado diplomático del Gobierno de Juan Crisóstomo Falcón (1863-1868) y finalmente presidente de Venezuela en tres ocasiones (1870-1877, 1879-1884 y 1886-1888), conservando gran influencia hasta su salida definitiva del país en 1887.
Es tradicionalmente considerado, en la historiografía venezolana, como el más notorio ejemplo del «autócrata Ilustrado» en la nación. Fue un gobernante efectivo que promovió el progreso de Venezuela en aspectos de la economía, educación y política, pero fue personalista y despótico en la práctica de su poder. Su permanencia como presidente del país durante tres períodos que suman casi 14 años se complementó con 6 años de gobiernos títeres con figuras como Francisco Linares Alcántara (1877-1878), José Gregorio Valera (1878), Joaquín Crespo (1884-1886) y Hermógenes López (1887-1888), todos partidarios del «guzmancismo». Estas dos décadas son conocidas en la historia de Venezuela como el «Guzmanato» o «hegemonía guzmancista».
Su período como gobernante del país se caracterizó por muchos avances en la economía y por un marcado proceso de centralización política, con el Gobierno y el propio Guzmán Blanco adquiriendo más peso que los caudillos regionales que hasta el momento habían sido los principales factores de poder en el país. El punto culminante de esta política centralizadora ocurrió durante su segundo gobierno, cuando introdujo la Constitución de 1881. Esta reorganizaba territorialmente al país reduciendo la cantidad de estados, acortaba el período presidencial a dos años y establecía a un Consejo Federal, que seleccionaba al presidente y agrupaba a las principales figuras del país en una misma entidad. 
Bajo su férula la política exterior de Venezuela se tornó más asertiva y desafiante, con conflictos con Colombia y los Países Bajos por un lado, mientras que por otro se produjeron buenas relaciones con países como Francia, Alemania y Estados Unidos. Desafortunadamente para él, los desencuentros fueron famosos, lo que hizo que la jerarquía de la Iglesia católica en Venezuela confiscara (durante su primer gobierno) una buena parte de sus propiedades y a la expulsión o disolución de varias órdenes religiosas. También fue bajo su mandato que se hicieron cambios para un mejor desarrollo, como la introducción del bolívar como moneda única del país, la inauguración del ferrocarril Caracas-La Guaira (1883), la instalación de la Academia Venezolana de la Lengua (1883), la introducción del servicio telefónico en la línea Caracas-La Guaira, así como la extensión de las líneas telegráficas. Otras grandes obras de sus gobiernos fueron la construcción del Palacio Federal Legislativo en 1873 y el Teatro Municipal de Caracas en 1881. 
Perteneció a la corriente denominada «Liberalismo Amarillo», la cual él mismo desencadenó y consolidó a lo largo de su hegemonía, y que le permitió extender sus influencias políticas hasta los últimos gobiernos pertenecientes a la misma, como lo fueron los de: Joaquín Crespo (quien después lo sucedió como comandante del país), Juan Pablo Rojas Paúl, Raimundo Andueza Palacio, e Ignacio Andrade.  Esta corriente política no se acabaría sino hasta la caída de este último en 1899, como consecuencia de la Revolución Liberal Restauradora.

## Familia e inicios

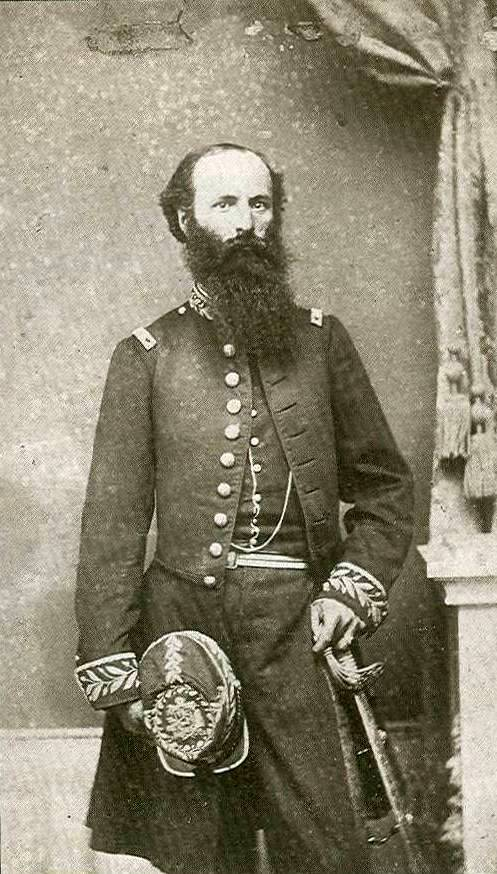
El joven Guzmán Blanco

Antonio Guzmán Blanco nace en el seno de una familia acomodada y con variedad de contactos políticos, hijo del cuatro veces ministro de Interior y Justicia y Vicepresidente de Venezuela, Antonio Leocadio Guzmán, fundador del Partido Liberal y de Carlota Blanco Jerez de Aristeguieta, Pariente del libertador Simón Bolívar por parte de sus hermanas, además de miembro de la aristocracia. Sus padres eran de origen andaluz y vasco, además, ambos disponían de fortunas considerables, ella por herencia y Antonio Leocadio por su prestigiosa carrera política y periodística.
Si bien su familia gozaba de un alto estilo de vida y formaba parte de la alta sociedad caraqueña, ésta aborrecía a todo aquel que portase el apellido Guzmán.
Las cuestionables acciones de su padre, conocido por pasar de oposición al gobierno y viceversa a pura conveniencia, eran motivo de un generalizado desprecio para su familia, desprecio que en toda ocasión era un atentado directo al bien consolidado orgullo del joven Antonio Guzmán Blanco, por lo cual, se convenció de la necesidad de apartarse de la imagen de su padre, lo cual en efecto, mantuvo durante el resto de su vida, y que sería la razón principal para, en el futuro, promulgar en su reforma constitucional, el precepto de «Ningún pariente o relativo del presidente podrá a aspirar a cargo alguno, que sea de alto orden administrativo».
Inicia sus estudios en Caracas, en el Colegio Independencia de Feliciano Montenegro y Colón, donde recibe la instrucción básica, demostraba gran habilidad para el debate, las leyes y el conocimiento humanístico en líneas generales. Esta excepcional capacidad, junto con dotes diplomáticos y un proceder social educado e impecable, darían inicio al perfil básico de Guzmán Blanco, y que en el futuro sería usado con tanta y hasta más efectividad en su ascenso al poder que las propias armas.

## Revolución de Marzo

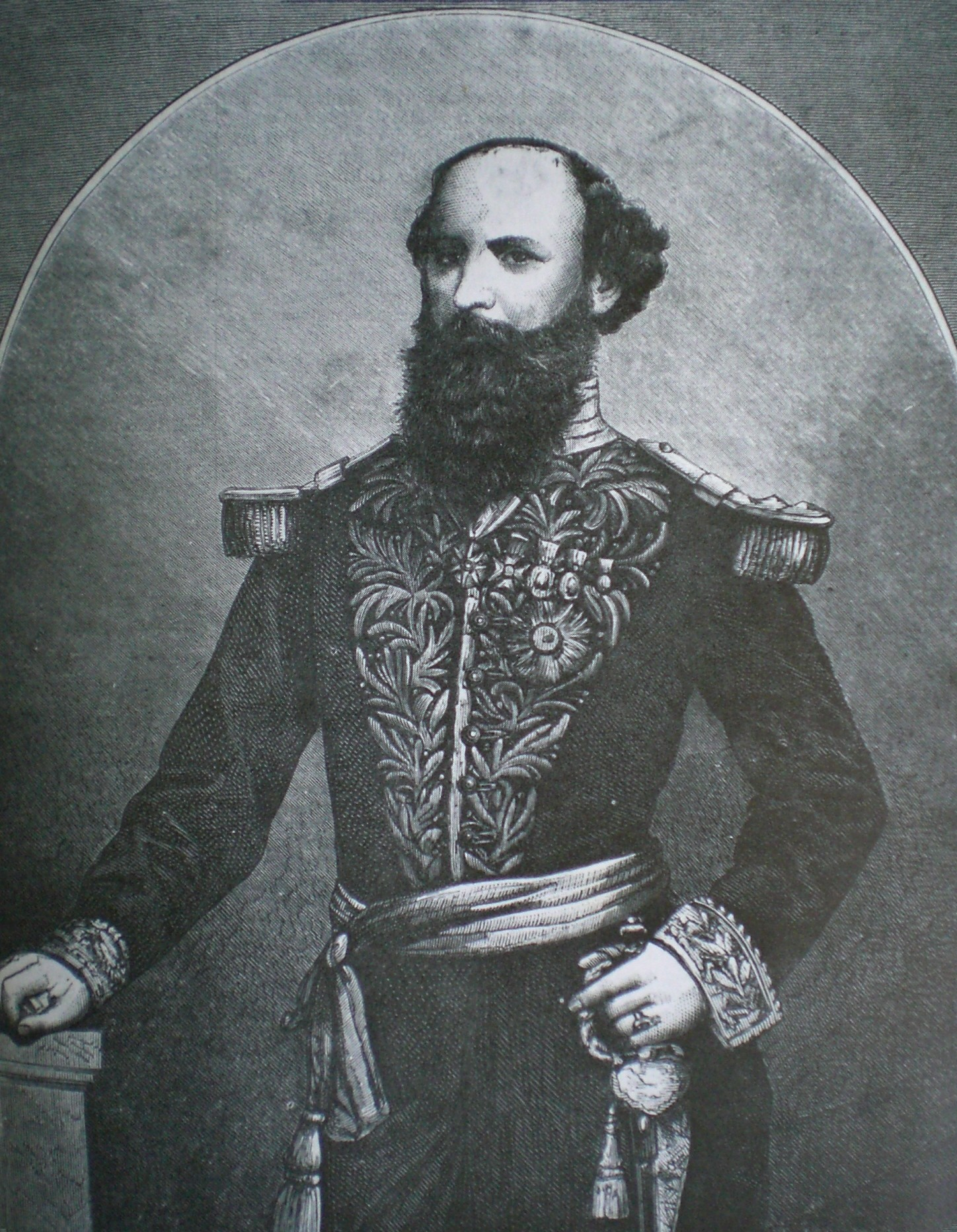
Litografía de Antonio Guzmán Blanco

Para aquel entonces, José Gregorio Monagas había venido gobernando con el claro apoyo del Partido Liberal y había aprobado una serie de medidas de repercusiones positivas para el país, tales como la abolición de la esclavitud, el sufragio universal masculino, entre otros, pero lo cierto era que la hegemonía de los Monagas se ampliaba peligrosamente: ahora con la aprobación de la Reforma Constitucional, que no sólo extendía el período presidencial de cuatro a seis años, sino que ofrecía la posibilidad de reelección inmediata al cargo, parecía claro que José Tadeo Monagas buscaba apoderarse de la silla presidencial.
El descontento general era elevado y llegó un momento en que tanto Conservadores como Liberales, se distanciaron de Monagas. Finalmente estalló lo inevitable, se da la Revolución de Marzo, que depone a Monagas del poder y lo obliga a buscar asilo en la Legación Francesa establecida en Venezuela, para luego poder salir del país, mediante el Protocolo Urrutia.
En una acción que el mismo Antonio Guzmán Blanco siempre le criticará, su padre, Antonio Leocadio Guzmán, a quien Monagas salvó de la pena de muerte y convirtió en vicepresidente, sale a caballo por las calles de Caracas, en plena revolución, a gritar en contra de José Tadeo Monagas y clamar por su destitución y muerte. Este acto de traición, era algo insoportable para Antonio Guzmán Blanco, quien no solo se consideraba liberal, sino que ya se vislumbraba como futuro líder de este partido, por lo que lo enorgullecía no haber servido nunca a otro gobierno.

### Julián Castro en el poder
El nuevo presidente de la república y «supuesto» líder de la Revolución de Marzo, es Julián Castro, quien es respaldado por políticos de ambos partidos venezolanos, bajo la promesa de Olvido del Pasado, pero las situaciones se vislumbran tormentosas.
En medio de todo esto Guzmán Blanco vuelve a Venezuela, consciente de la oportunidad política que se le presenta: ahora el país es presa del desastre y está dispuesto a aprovechar la situación para imponer el liberalismo e iniciar su ascenso, pero la situación se dirigía hacia otro lado.
Julián Castro, a pesar de haber beneficiado tanto a Conservadores como Liberales, comenzó a dar cada vez más impulso y ventaja a los primeros, esto debido a su falta de decisión, lo que los Conservadores aprovecharon para que tomara medidas cada vez más radicales, como lo fue la expulsión del país de los principales líderes Liberales, entre los cuales se encuentran Juan Crisóstomo Falcón, Luis Level de Goda, Ezequiel Zamora y al propio padre de Guzmán Blanco, Antonio Leocadio Guzmán, ello además de iniciar una serie de investigaciones sobre las finanzas y las propiedades de todos aquellos que habían formado parte del gobierno de los Monagas, pero indudablemente el golpe más radical de todos fue el llamar de regreso a José Antonio Páez a Venezuela, restaurándole todos sus honores, ahora el principal y más poderoso de los líderes Conservadores volvía al país, en definitiva la promesa de Olvido del Pasado, se había roto, una vez más los dos bandos estaban confrontándose, Liberales en el extranjero conspirando y Conservadores en el poder, lo que sobrevenía no sería sencillo, los roces entre ambos bandos habían llegado al punto de quiebre y Guzmán Blanco estaba en medio de ello.

## La Galipanada
El 17 de agosto de 1858, en medio de las hostilidades diplomáticas provocadas por el Protocolo de Urrutia, debido a la protección brindada por naciones extranjeras a José Tadeo Monagas y del ambiente de descontento general, un mal planificado y excesivamente confiado alzamiento se dio en Caracas, por el sector de Galipán en el Ávila, donde los generales Vicente Aguado y Enrique Lusón, movilizaron una serie de tropas para tomar la capital y destituir el gobierno de Julián Castro, pero este alzamiento fue fácilmente aplastado debido a su desorganización.
Sin embargo en definitiva, lo que afectó el destino de Guzmán Blanco, fue las acusaciones posteriores, las cuales, aun cuando los cargos fueron descartados, fueron suficientes para hacer que él abandonara el país rumbo a Curazao, además su padre Antonio Leocadio Guzmán, es expulsado del país precisamente por este motivo, debido a que él si estuvo involucrado a conciencia en este movimiento.
Lo hecho, hecho está, en ese momento se unió a Juan Crisóstomo Falcón, en Curazao, donde comenzaron a planear una invasión a Venezuela con ayuda de sus aliados, se formaba la Junta Patriótica, con él como miembro, un proyecto para lanzar una guerra en contra de los Conservadores
Las confrontaciones políticas de Venezuela apenas estaban comenzando, Conservadores y Liberales estaban más distanciados que nunca y con los líderes de los últimos planificando atacar el país y los primeros consolidando su poder, no pasaría mucho para que la situación desembocara en una de las más sangrientas y dañinas guerras civiles de todas las que azotaron al país, la Guerra Federal, y de la cual Antonio Guzmán Blanco saldría más fortalecido que nadie, incluso más de lo que nadie se habría imaginado.

## La Guerra Federal
La Guerra Federal, también conocida como Guerra Larga o Guerra de los Cinco Años, fue el enfrentamiento militar entre tendencias conservadoras y liberales en la Venezuela del siglo XIX. Considerado como el enfrentamiento bélico más largo de la Historia de Venezuela.

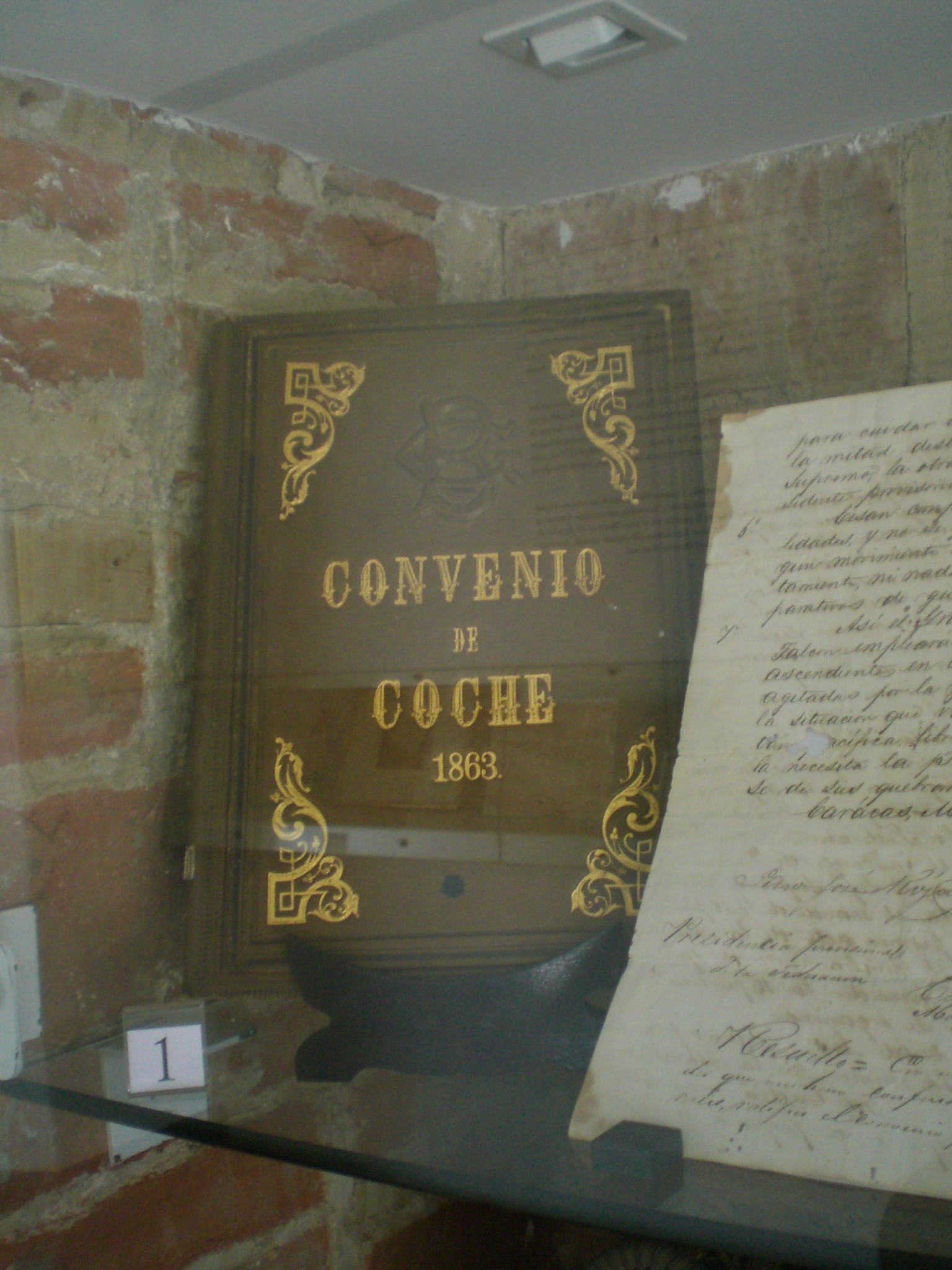
Tratado de Coche, preservado por la Fundación John Boulton en Caracas, Venezuela.

Será durante este conflicto que Guzmán Blanco experimente el más grande avance en su carrera militar y política, iniciando como el principal allegado al líder liberal en cuestión, Juan Crisóstomo Falcón, desempeñándose como su mano derecha, en calidad de Secretario y Auditor General de los Ejércitos Federales. Su desempeño a nivel organizativo será notorio, pero una vez que las rivalidades entre los generales federales, especialmente la tensión existente entre Ezequiel Zamora y Juan Crisóstomo Falcón, comienzan a resquebrajar la organización, Guzmán Blanco, ahora convertido en general, toma cartas en el asunto, con la aprobación de Falcón, quien accede a nombrarlo «Comandante en Jefe de los Ejércitos Federales de la Región Central», lo cual lo convierte en el segundo general más poderoso del bando federalista, solo sobrepasado por el propio Falcón.
Guzmán Blanco inicia una fuerte reagrupación al presionar y convencer a los generales y caudillos leales al federalismo para que reconozcan su autoridad, lo cual finalmente logra y de esta manera pasa a disponer de una vasta serie de tropas e inicia una serie de ofensivas militares, todas ellas exitosas, que progresivamente inclinan la balanza a favor de los liberales. En el proceso Guzmán Blanco además comienza a agrupar su base de poder, logrando asegurar la lealtad de numerosos jefes militares, políticos y empresarios, con lo cual pasa de ser un diplomático y militar a ser un auténtico caudillo, el más poderoso caudillo surgido de la Guerra Federal.
Igualmente, su inmensa influencia sobre Juan Crisóstomo Falcón se acrecentaba cada vez más y con la muerte de Ezequiel Zamora, el primero ve garantizado su ascenso a la presidencia con el final de la Guerra Federal, pactado por el propio Guzmán Blanco quien diseña y firma el Tratado de Coche, en representación de los federalistas, con Pedro José Rojas en representación de los centralistas. Con ello, se crea un congreso mixto, para poner orden a la nación que designa a Juan Crisóstomo Falcón como Presidente de Venezuela y se le entrega la Vicepresidencia de Venezuela a Guzmán Blanco.

## Gobierno de Juan Crisóstomo Falcón

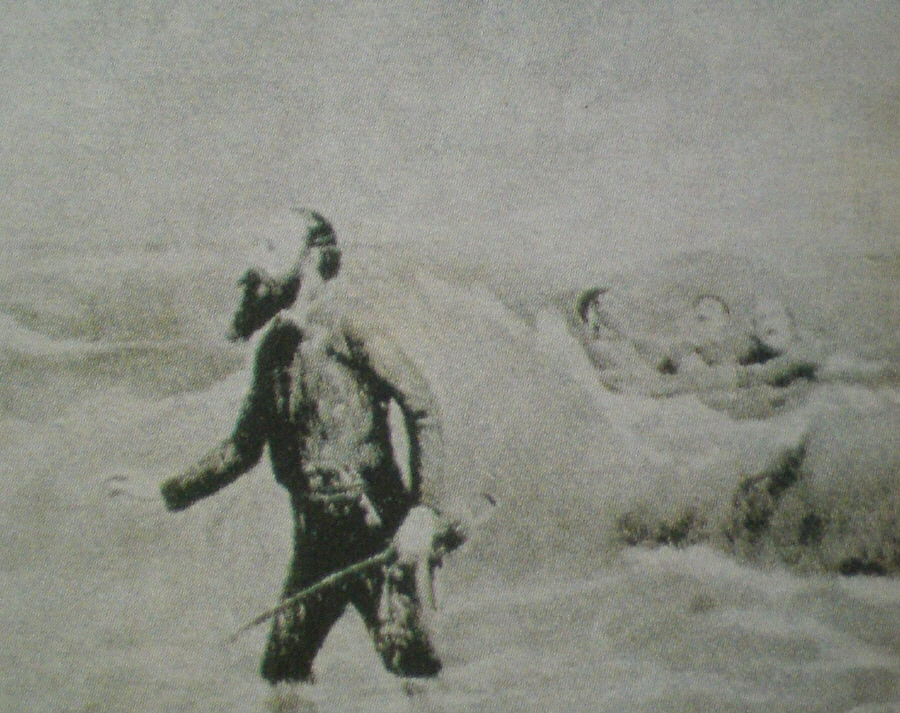
Desembarco de Juan Crisóstomo Falcón y Antonio Guzmán Blanco en Palma Sola

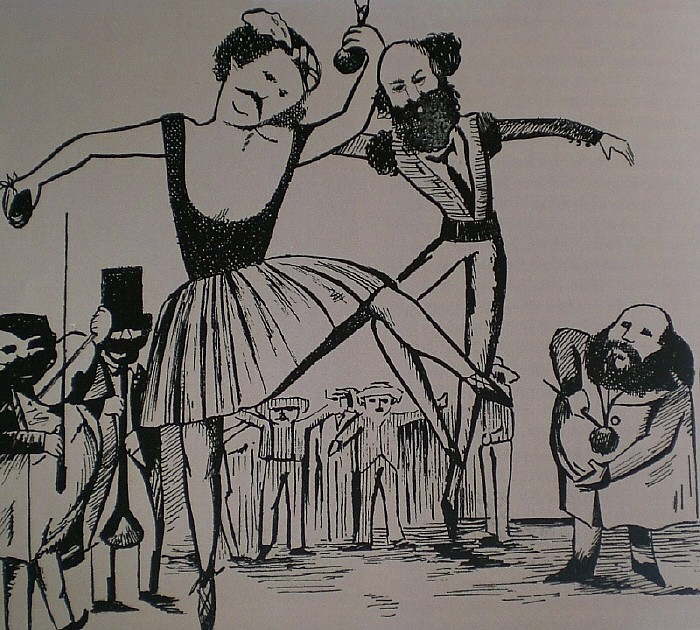
«Falcón y Guzmán Blanco en el baile de La Bamba», caricatura publicada en La Charanga, noviembre de 1868

Al asumir el gobierno Juan Crisóstomo Falcón, el liberalismo en pleno triunfo, celebra el comienzo de una nueva etapa en el período republicano del país. Falcón se ha tornado en un héroe para el liberalismo, pero nada comparado con Guzmán Blanco, quien se perfila cada vez más poderoso e influyente, al ser nombrado Vicepresidente de la República y convertirse en pieza clave en el poder del país, posición que había obtenido gracias a su éxito como Comandante en jefe del Los Ejércitos Federales y líder militar liberal, así como sus alianzas con todos los sectores de la vida nacional, incluyendo Caracas.
Además, Guzmán Blanco va a pasar a ejercer numerosos otros cargos, incluyendo el Ministerio de Hacienda entre 1863 a 1865, Presidencia del Senado en 1867, mismo año en el que además es nombrado Comandante de Armas del Distrito Capital, la más prestigiosa y poderosa comandancia de armas del país, para enfrentar a los numerosos intentos de alzamientos que se suscitaron a lo largo de todo el gobierno de Juan Crisóstomo Falcón, ejerció además la posición de Primer Designado, gracias a la cual se encarga de la Presidencia de Venezuela de manera temporal entre el 13 de mayo de 1865 al 25 de mayo de 1866, por aproximadamente un año entero, ante la ausencia de Juan Crisóstomo Falcón, algo que era frecuente, pues este nunca mostró verdadero interés por gobernar.
Antonio Guzmán Blanco como Ministro Plenipotenciario, de Hacienda y de Relaciones Exteriores, es quien es encargado por el gobierno venezolano para negociar un empréstito de más de 1 millón y medio de libras esterlinas, para poder reimpulsar económicamente al país. De esta operación, Guzmán Blanco cobró una «comisión millonaria» sobre la suma, declarada legal por él y reconocida como tal por el gobierno. No se sabe exactamente cuánto dinero constituyó esa «comisión», pero si se toma en cuenta que de la suma solicitada y obtenida Venezuela sólo recibió dos millones de pesos, así como un compromiso de veinte millones de pesos durante los próximos 25 años, es muy probable que Guzmán Blanco recibiese más de la mitad de todo el préstamo.
No obstante, aun cuando Falcón no tuviese interés en gobernar al país, Guzmán Blanco sí. Por ello, durante este período se encargó de llevar a cabo una inmensa red de reformas, proyectos de toda índole, además de también fortificarse así mismo en términos militares y políticos, al destituir enemigos y establecer alianzas. Forjándose una brillante reputación política, militar, diplomática e incluso intelectual.
Debido a la gran cantidad de alzamientos que se producían, Falcón, resolvió nombrar a Antonio Guzmán Blanco como Jefe del Ejército Venezolano, posición que Blanco usó para despedazar de la manera más eficiente todas las revoluciones y alzamientos, así como para eliminar a la mayor cantidad de caudillos y enemigos posibles.
Durante el gobierno de Juan Crisóstomo Falcón, Guzmán Blanco aprovechó «la ausencia constante del Jefe de Estado» para ser él quien impulsase reformas tales como la eliminación de la pena de muerte, la prisión por deudas y el decreto del voto universal para los Poderes Ejecutivo y Legislativo (todas estas reformas parte del Programa de la Federación) así como se encargó de llevar a cabo la creación de gran cantidad de obras públicas y caminos por todo el país.
Además, Guzmán Blanco pasó a aplicar en política internacional una estrategia no utilizada nunca hasta aquel momento, al ejercer el cargo de Ministro de Relaciones Exteriores y el cargo de Ministro Plenipotenciario en Europa (el cual fue creado específicamente para él). Guzmán Blanco comenzó a aplicar una práctica negociadora pero fuerte, valiéndose de ejercer sobre este ámbito un mano de Hierro, al exigir un trato de altísima estima y respeto hacia el país, algo que no le impidió consolidar excelentes relaciones con otros países.

### Revolución Azul
Para el momento, Falcón se retira del poder y designa a Manuel Ezequiel Bruzual, sucesor interino, pero el resentimiento de diferentes sectores dispersados en el país, confluyó para dar origen a la Revolución Azul, respaldada por José Tadeo Monagas, quien en el pasado había defendido el liberalismo y se había rebelado a Páez, ocupa Caracas, mediante un reñido combate librado en junio de 1868, destituyendo al gobierno de Bruzual, como consecuencia de lo cual Guzmán Blanco sale del país rumbo a Curazao.

## Revolución de abril
Posteriormente a la Revolución Azul, el 27 de junio de 1868, José Tadeo Monagas, en su carácter de general en jefe de los ejércitos de la revolución, dicta un decreto reorganizando la administración ejecutiva general y promulga un nuevo decreto que declaraba vigente la Constitución Federal de 1864. Finalmente, se convocaron a elecciones para designar al nuevo presidente de la República, pero el viejo caudillo Monagas, cuya candidatura era la más fuerte, no logró ver culminar el proceso electivo y murió a los pocos meses de pulmonía.
Sólo dos años más tarde Guzmán Blanco volvía a Venezuela, esta vez armado con un vasto ejército. Comandó la llamada Revolución Liberal o Revolución de Abril, con la cual depone a Guillermo Tell Villegas, para tomar el gobierno y es reconocido automáticamente como supremo líder, el liberalismo había vuelto y ahora Guzmán Blanco era el nuevo presidente de Venezuela, toda una nueva etapa estaba por dar comienzo, la hegemonía de Antonio Guzmán Blanco había comenzado.

## Guzmanato

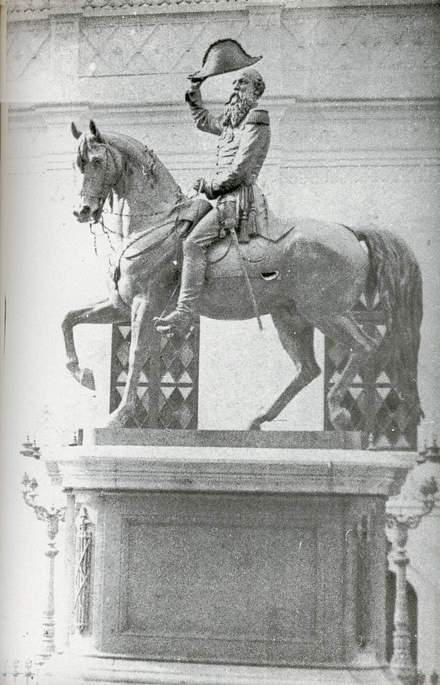
Estatua ecuestre de Guzmán Blanco Estaba ubicada en la plaza frente a la fachada de la Universidad de Caracas.

El Guzmanato, como es conocido por los historiadores, fue el período de la historia de Venezuela, que se extiende por casi veinte años, durante el cual, prevaleció la portentosa hegemonía de Antonio Guzmán Blanco.
Este período tiene por principales características, un evidente estilo de gobierno autocrático, represivo para con sus adversarios y la oposición, una adulación y alabanza excesiva hacia la figura de Guzmán Blanco, materializada a través de eventos, celebraciones, manifestaciones públicas de reconocimiento y adoración para con el Ilustre Americano, la creación de instituciones con su nombre en ellas y que creaban premios sólo para otorgárselos e incluso llegaban de otorgarle cargos y títulos honorarios. También fueron notorios los cambios de nombres que sufrieron estados, parques y demás lugares, rebautizándolos en su honor y la desmedida construcción de monumentos, estatuas y demás proyectos de infraestructura, todos ellos dirigidos hacia su persona.
No obstante, a pesar de todos los rasgos negativos presentes, es justo afirmar que el gobierno de Antonio Guzmán Blanco fue el primer gobierno que trajo a Venezuela, el ideal del Estado moderno, con todo lo que implica. Bajo la férula de Guzmán Blanco disminuyó notablemente la fragmentación política, se forjó un nuevo marco institucional y un flamante aparataje cívico, se comenzó a organizar la burocracia y determinarse las instancias del régimen civil, en un ensayo que busca asemejar a Venezuela, para con el modelo de los Estados europeos de la época.
Esta autocracia se divide en tres períodos de mandato personal, El Septenio (1870-1877), El Quinquenio (1879-1884) y el Bienio o Aclamación Nacional (1886-1888). Además, entre los tres mandatos, se hallan gestiones liberales inspiradas por el mismo Guzmán Blanco cuyo objetivo original era cuidar el país y la silla presidencial mientras el dictador estaba ausente, es decir, por definición y concepción, son gobiernos títeres, en los que Guzmán Blanco siguió como la figura política predominante en él país. Son estos los gobiernos de Francisco Linares Alcántara y Joaquín Crespo, característicamente opuestos, dándose en el primero la primera reacción antiguzmancista, mientras que en el segundo el país se mantuvo fiel en líneas generales.
De esta manera, el proyecto político que se pone en marcha, se traduce en un intento de denominación, que signa la vida del país durante dos décadas, tiempo en el que comienza el amansamiento de una sociedad acostumbrada a la inestabilidad institucional, económica y política.

### Primer gobierno o Septenio (1870-1877)

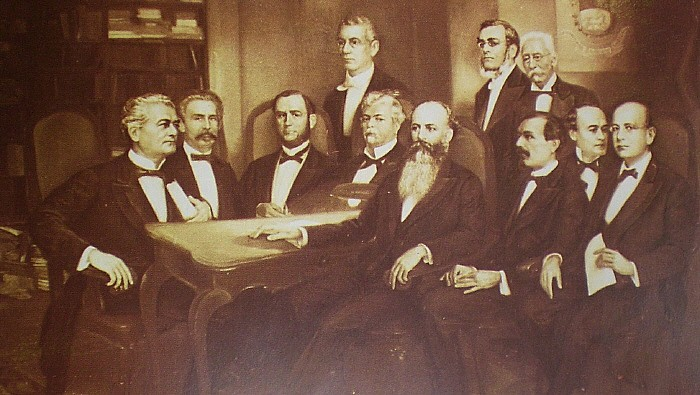
Guzmán Blanco y su gabinete

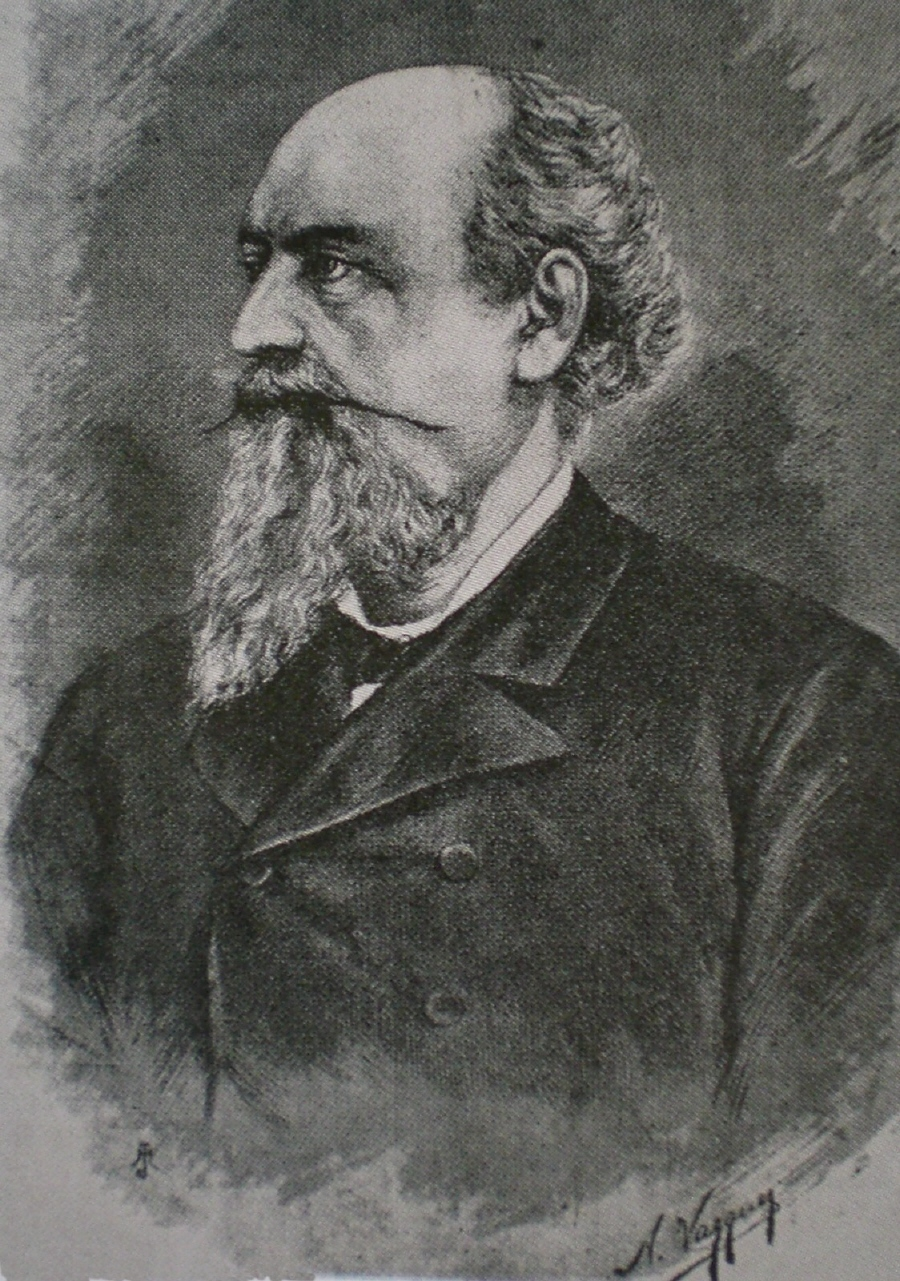
Retrato de Antonio Guzmán Blanco

Desde el 27 de abril de 1870, cuando derroca el gobierno provisional de Guillermo Tell Villegas, hasta el 27 de febrero de 1877, cuando se realizan elecciones presidenciales y resulta elegido su mano derecha Francisco Linares Alcántara, como parte de una estrategia para perpetuarse en el poder de forma indirecta, el Septenio, corresponde al período más longevo de los tres gobiernos que el «Gran Autócrata Civilizador» tuvo.
Tras la Revolución de Abril, con el apoyo del pueblo, las alianzas con la burguesía comercial y los caudillos, le permitieron a Guzmán Blanco, disponer de una situación óptima para materializar su visión de Venezuela. Proclamado por el Congreso como El Ilustre Americano, su posición y heroicidad, fueron elevados al mismo nivel que el «Libertador» Simón Bolívar y es colmado de honores y reconocimientos, el gran general asume la presidencia, primero provisionalmente y luego de acuerdo a la «Constitución de 1864» o la «Constitución Federal», para ejercerla por un período de cuatro años, es así como Guzmán Blanco comienza a gobernar.
En lo que respecta a Educación, destaca el Decreto de Instrucción Pública y Obligatoria, con el cual se reorganiza todo el sistema educativo nacional.

#### Pacificación nacional

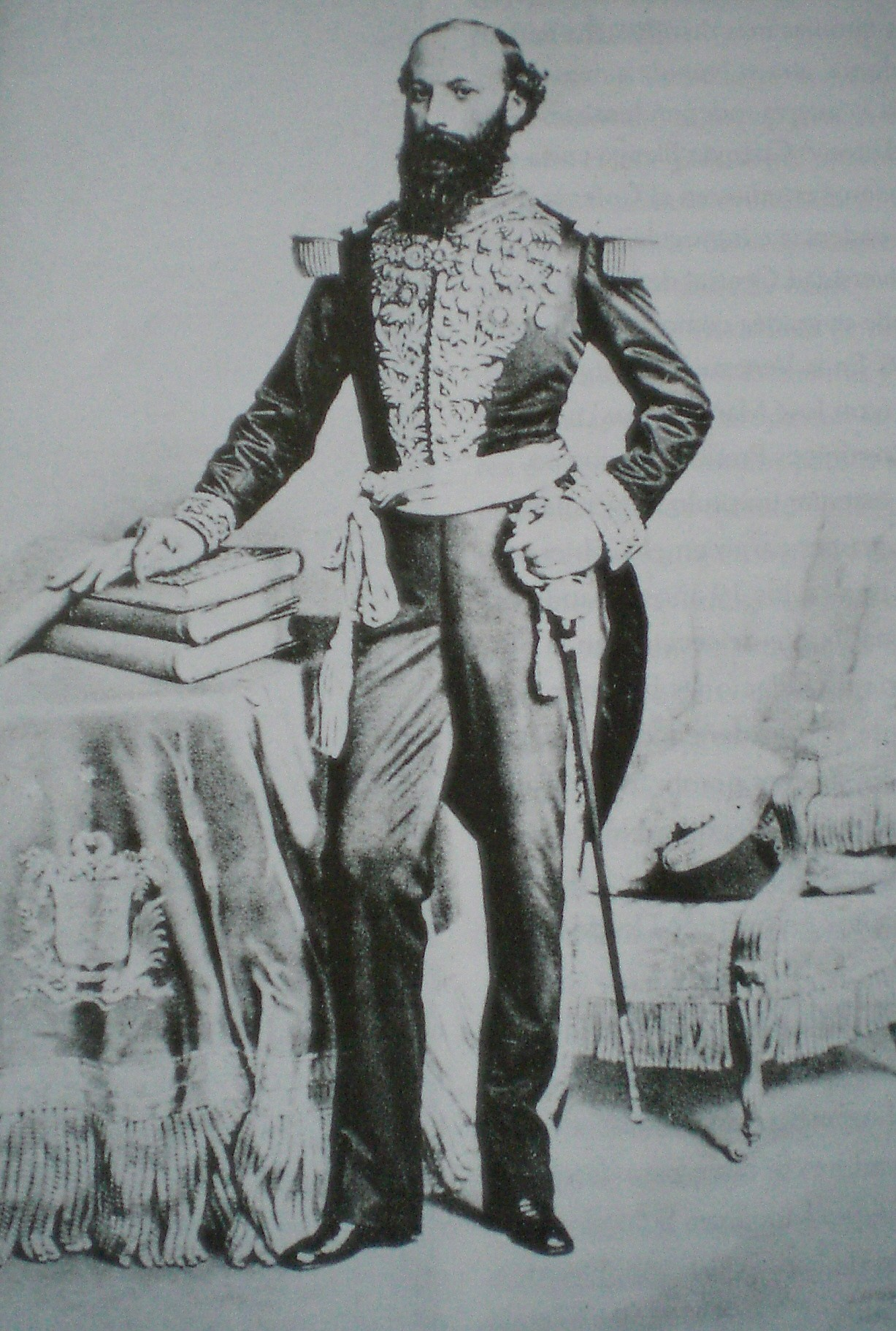
Antonio Guzmán Blanco en Campaña, durante la Pacificación

El Ilustre Americano tenía una visión clara respecto a lo que quería, sus años en el extranjero, particularmente en Francia, donde había experimentado de primera mano la eficiencia y el progreso traído por Napoleón III Bonaparte, a dicho país, lo convencieron de que Venezuela necesitaba un autócrata, un líder fuerte, eficiente y poderoso,  un «César» al cual seguir, y ese líder en cuestión, no era otro que él.
Decidido a permanecer el mayor tiempo posible en el poder, además de poseer el firme propósito de gobernar a plenitud, durante los tres primeros años, Guzmán Blanco se dedicó a pacificar todo el país, suprimió sublevaciones y alzamientos a lo largo del territorio nacional, labor ardua, para la cual designa a sus más fieles aliados como los Presidentes de los Estados y Comandantes de Armas de los mismos, aquellos caudillos que no son destruidos son atraídos a su lado, ofreciéndoseles riquezas, cargos y prestigio a cambio de su completa lealtad y de traspasar sus armas y ejércitos a Guzmán Blanco: aun así y a pesar de su éxito en su proyecto de pacificación, el propio Guzmán Blanco reconoció que dicho objetivo no era fácil de alcanzar, con su bien conocida afirmación:

«Venezuela es como un cuero seco, si no lo pisas por un lado se levanta por el otro».

A pesar de todas las dificultades, el Ilustre Americano consiguió la tan anhelada pacificación y fue capaz de gobernar y estar en campaña militar, simultáneamente, al mantenerse en constante comunicación con sus ministros en la capital, los cuales debían rendirle cuentas semanalmente a través de sus cartas y cumplían la voluntad del gran líder. Por este medio fue que muchos proyectos del Septenio se pusieron en marcha, tales como el inicio de decenas de construcciones, como la primera etapa del Palacio Federal Legislativo, el Teatro Municipal de Caracas, la realización del Primer Censo Nacional, la creación de la Dirección Nacional de Estadística y la fundación de la Compañía de Crédito de Caracas (de la cual él mismo era el accionista mayoritario).

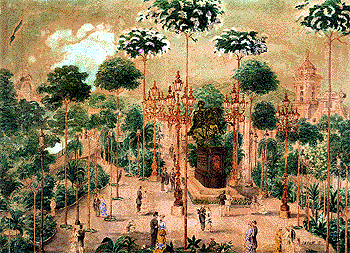
Plaza Bolívar de Caracas durante la época guzmancista

En 1873, resulta reelecto presidente, era esta fecha el final de un gobierno de cuatro años a partir de 1869, cuando resultó elegido José Tadeo Monagas. Antes de culminar «El Septenio» Guzmán Blanco reforma la constitución nacional cambiando el período presidencial de cuatro años a dos años sin posibilidad de reelección inmediata.
En 21 de septiembre de 1874, mediante decreto, creó las Colonias Bolívar e Independencia  en el actual estado Miranda con la finalidad de incentivar la inmigración europea hacia Venezuela. Los primeros en asentarse en la colonia Bolívar fueron quince familias francesas, entre otros. No todos permanecieron mucho tiempo en el lugar y posteriormente llegaron unos 200 inmigrantes italianos.
Entre 1856 Y 1874 la situación migratoria (después de la creación de la Colonia Tovar promovida por Agustín Codazzi) había sufrido un estancamiento, pero con la llegada de Guzmán Blanco al poder se marcó un hito de gran importancia para la inmigración. La situación en que se encontraba el país cuando inició su período presidencial, se caracterizó por la baja producción agrícola, deficiencia en las vías de comunicación y ausencia de brazos trabajadores. Por estos motivos Guzmán Blanco quiso traer inmigrantes europeos y fundar colonias agrícolas.
La idea de colonias se vio materializada inicialmente en la fundación de la Colonia Bolívar ubicada en el Estado Miranda a unos 50 km al este de Caracas. En 1874 comenzaron los preparativos con la compra de los terrenos y se otorgó presupuesto para su acondicionamiento. A finales de ese año ya se encontraban ubicados los primeros colonos de origen francés, seguidos tres años después por 64 familias procedentes de Italia.
A finales de 1874 se fundó una nueva colonia, la Guzmán Blanco, ubicada en tierras baldías cerca de Ocumare del Tuy, y llegaron inmigrantes franceses, canarios e italianos en su mayoría. Al igual que en la Colonia Bolívar-Araira se fomentó el cultivo del café.

#### Conflictos internacionales
Desde el inicio, en el ámbito internacional, Guzmán Blanco fue en extremo osado e irreverente, al iniciar toda una nueva visión acerca de como debían manejarse las relaciones internacionales. En vez de rogar, se demandaría, en lugar de aliarse con otros países para tener relevancia, se buscó impulsar a Venezuela como un país de peso específico dentro del marco internacional, demandando el mayor de los respetos al exigir un trato igualitario ante toda nación.

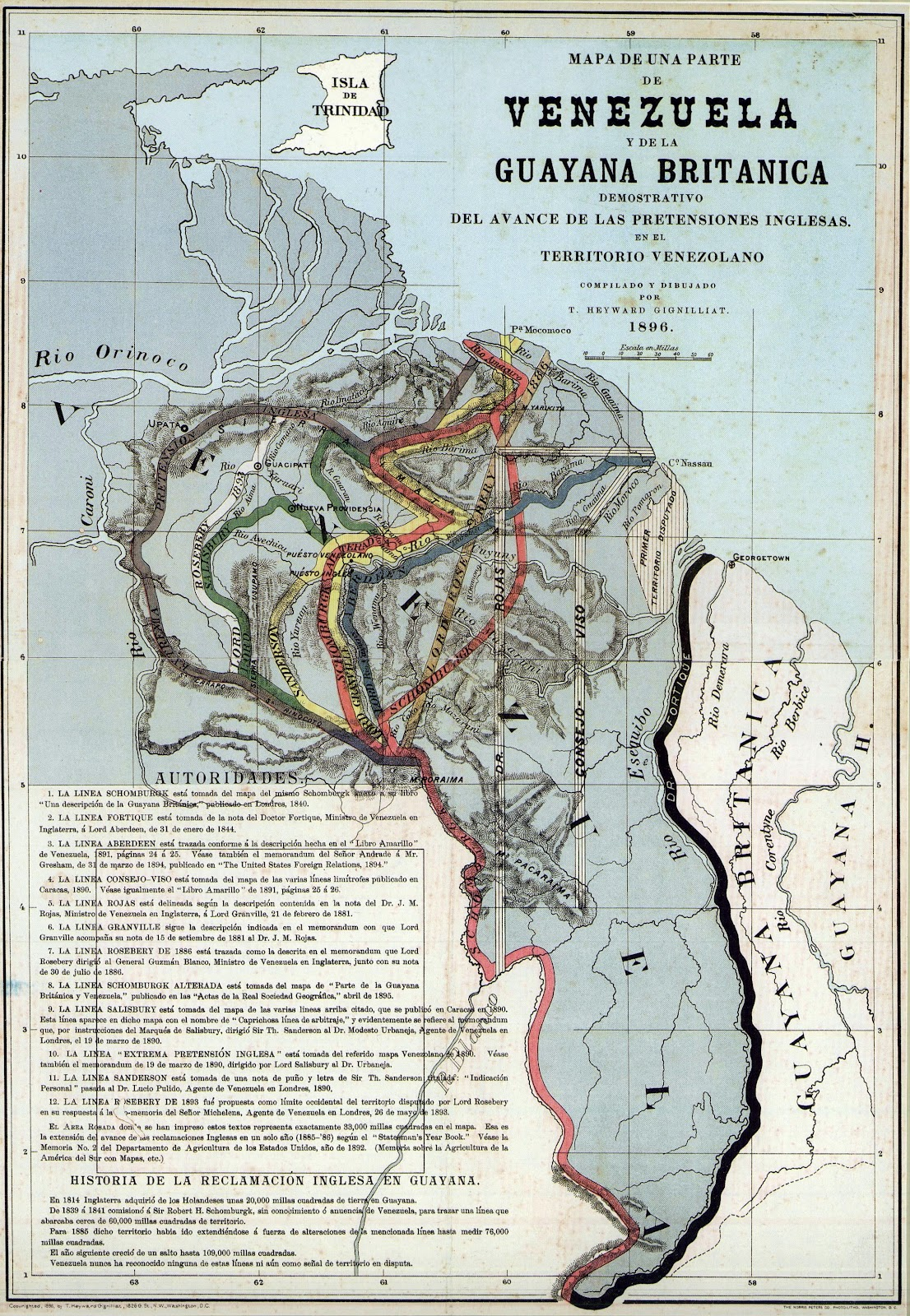
Mapa de la Guayana Esequiba, territorio reclamado por Venezuela.

Firme en este propósito no dudó en confrontar a Inglaterra, España, Holanda y a Estados Unidos, llegó a cerrar embajadas, consulados y establecimientos diplomáticos de estos países y fortificó su posición como exportador de materia agraria.
Igualmente, consciente de que muchos de sus enemigos escapaban a las Antillas con preferencia a las islas de Aruba, Curazao y Bonaire a conspirar en su contra a pesar de ser estas colonias de Holanda, no vaciló en exigir al gobierno de dicho país que los expulsase, algo que le traería una extraordinaria red de problemas con el mismo, al llegar a una situación tan crítica, que estuvo al borde de declararle la guerra. Fue esto lo único que evitó semejante desenlace, el que finalmente Holanda cediera.
La mayoría de los países del mundo, se vieron severamente impresionados por semejante actitud, entre ellos, uno al que muchos problemas le trajo semejante enfoque, Inglaterra con quien Guzmán Blanco se enfrentó a causa de la usurpación de la Guayana Esequiba y de Trinidad (actual Trinidad y Tobago), convirtiéndose en uno de los presidentes que más ha presionado por su devolución.
Guzmán Blanco sufragó la llamada “Expedición Venezolana de Vanguardia” que arribó al departamento oriental de Cuba el 17 de junio de 1871, comandada por el brigadier cubano Rafael de Quesada y en la que iban 200 hombres, en su mayoría venezolanos, con 600 armas, municiones y 40 mulas de carga con el objetivo de liberar la isla de la Corona española. En Camagüey, libraron el exitoso combate de Sabanas del Ciego, en el cual quedaron muy diezmadas las fuerzas españolas.

##### Conflicto con Países Bajos
Uno de los más serios y graves problemas diplomáticos de Venezuela durante, y en gran parte gracias a, la gestión de Guzmán Blanco, fue la confrontación con Países Bajos, una de las potencias comerciales europeas cuyas colonias en el Caribe: Aruba, Curazao y Bonaire, eran vecinas de Venezuela.
La razón del conflicto era la hostilidad manifiesta de las autoridades holandesas en Curazao, y el apoyo que daban a los enemigos de Guzmán Blanco, algo que quizás para un régimen democrático resulta tolerable, pero que para un gobierno regido por una persona como Guzmán Blanco, que detentaba la visión de eliminar a sus enemigos por completo, era inaceptable.
Bajo las acusaciones de Sedición, de poner en peligro la soberanía venezolana y de favorecer a personas en contra del régimen, Guzmán Blanco rompe relaciones con Holanda en 1875, suspende el pago de la deuda que Venezuela tenía con Holanda, cierra y expulsa a todas las misiones diplomáticas (consulados, legaciones y embajadas) de este país en territorio nacional y llega a movilizar tropas venezolanas a las costas caribeñas, como medida de presión y de defensa.

##### Conflicto con Estados Unidos

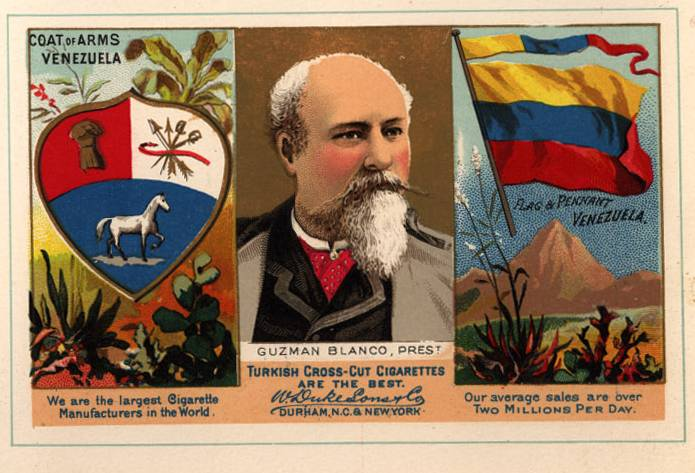
Postal con el retrato de Antonio Guzmán Blanco

En 1869, durante el gobierno de los Azules, el gobierno de Venezuela había sido forzado a firmar un acuerdo con Estados Unidos, en el cual el país se comprometía a pagarle al último un millón y medio de pesos en compensaciones por supuestos daños a propiedades de ciudadanos norteamericanos en el país.
Una de las primeras acciones de Guzmán Blanco, una vez que asumió la presidencia en 1870, fue revisar dicho acuerdo y procede a ordenar que se haga una valoración completa de los daños a estos ciudadanos norteamericanos. Estas valoraciones dieron por resultado que el costo total de los daños, no ascendía más que unos cinco mil pesos, es decir, el acuerdo firmado excedía por diferencia de millones, la cifra real, en consecuencia, Guzmán Blanco impugna el acuerdo y suspende el pago de la deuda. Además, comienza a cerrar varios consulados, misiones diplomáticas y la embajada de Estados Unidos en el país, acciones que ocasionaron que Estados Unidos quedase completamente desconcertado, pues la actitud asumida por Venezuela, jamás había sido vista antes. La firmeza de Guzmán Blanco y su enérgico manejo de las relaciones exteriores, hacía que el país norteamericano se viese forzado a repensar sus estrategias para con Venezuela, a tal grado, que el mismo Guzmán Blanco clamó desafiante:

«Traigan sus cañones y empiecen a dispararlos, porque Venezuela no quiere dejarse robar más diplomáticamente.».

#### Conflicto con la Iglesia
Tras los sucesos ocurridos en la Revolución de Abril y la toma del poder por parte de Antonio Guzmán Blanco, el país y sus instituciones se someten a él, excepto la Iglesia católica, la más poderosa de todas ellas y que ejercía una inmensa influencia sobre el país desde la era colonial. El entonces arzobispo de Caracas, monseñor Guevara y Lira, se negó a realizar actos eclesiásticos en honor al mandatario, lo cual disgusta sobremanera a Guzmán Blanco. Las fricciones entre el arzobispo y el gobierno de Guzmán Blanco, continuaron y a ellas se sumó el arzobispo de Mérida. Guzmán demandó a la Santa Sede la sustitución de Guevara y Lira, por un clérigo más dócil y obediente, pero esta se negó.
Ante esta actitud, Guzmán Blanco decidió cerrar seminarios, claustros y templos y transferir las cátedras religiosas a las Universidades laicas. Como mecanismo de presión para doblegar la jerarquía católica a las intenciones del Estado, la despojó de su influencia y de la mayor parte de sus bienes, pero lo único que consiguió fue la salida de monseñor Guevara y Lira al extranjero, quien se negó a renunciar a su cargo de arzobispo de Caracas, a pesar de estar fuera del país.
Entonces Guzmán Blanco estableció el Registro Civil, dejando sin efecto el registro parroquial, aún vigente en otros países para la época, el cual imponía el bautismo obligatorio en el culto católico para registrar los nacimientos y el 1 de enero de 1873 el mandatario establece el matrimonio civil y el 20 de febrero reforma el Código Civil de Venezuela. No faltó la oposición de una parte del clero, ante esta última medida, porque el matrimonio civil debía realizarse ante el presidente del Concejo, antes del matrimonio eclesiástico. La publicación de la Ley se hizo el 8 de enero, y diez días más tarde entró en vigencia. El 16 de enero hicieron uso de la nueva disposición las primeras parejas conformadas por Manuel María Martínez y Carmen Paz Castillo; José Ignacio Cardozo y Carmen Núñez de Cáceres y el general Aníbal Marott y Ramona España. De esta tercera unión fueron testigos el mandatario y el general Víctor Rodríguez Párraga. El propio presidente legalizó civilmente su matrimonio con su esposa Ana Teresa Ibarra el 14 de febrero de ese año, aunque se casó por la Iglesia católica el 13 de junio de 1867. Guzmán Blanco también fue quien introdujo el concepto del divorcio, algo mal visto por la jerarquía eclesiástica, pues presentaba la posibilidad de disolver la unión matrimonial, considerada como sagrada por la Iglesia católica.
A pesar, de todo este avance en contra de la jerarquía eclesiástica, esta se mantuvo firme en su oposición al gobierno de Antonio Guzmán Blanco, quien disgustado por la situación, optó por planificar la separación de la Iglesia católica venezolana de la Santa Sede y constituirla en independiente. Ante esta estrategia, el papa Pio IX, a fin de evitar dicha acción, destituyó a Monseñor Guevara y Lira y nombró un nuevo Arzobispo de Caracas, escogido a antojo de Guzmán Blanco.
Una vez solventada la situación, el mandatario regresó parte de las propiedades confiscadas y permitió el restablecimiento eclesiástico, además hizo construir varias edificaciones religiosas como la Basílica de Santa Teresa y la Basílica Menor Santa Capilla, pero la realidad era que más nunca la jerarquía eclesiástica volvería a tener tanta injerencia sobre el país y el estado, como en el pasado.

### Reacción antiguzmancista (1877-1879)

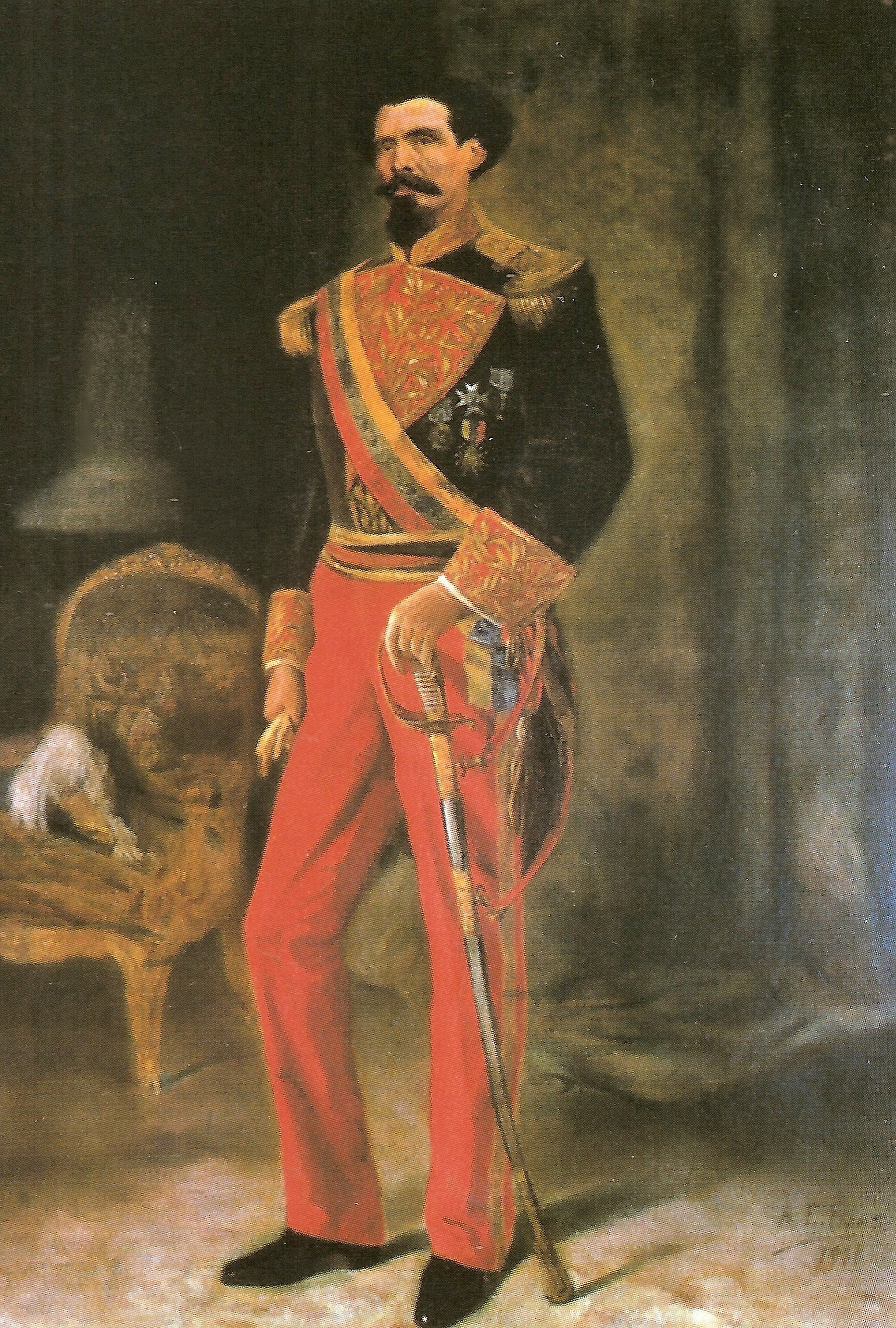
Francisco Linares Alcántara fue Presidente de Venezuela durante el período en que se dio la primera Reacción Antiguzmancista

#### Presidencia de Francisco Linares Alcántara
Quien sucede a Guzmán Blanco en el poder es su antiguo aliado, Francisco Linares Alcántara, un militar, hijo de hacendados, que luchó con él en la Guerra Federal como su subordinado y que luego, durante el período de Falcón, demostró su lealtad en numerosas ocasiones, motivo por el cual Guzmán apadrina políticamente a Linares Alcántara y este resulta elegido presidente. Recibió el mando de manos de Guzmán y luego este último partió a París.
Una de las primeras cosas que hace Linares Alcántara es restaurar la libertad de prensa, lo que dio pie a que comenzaran a surgir críticas contra la persona de Guzmán Blanco, el Autócrata omnisciente, el Divino Ausente, convirtiéndose en blanco de fuertes insultos y degradantes acusaciones.
Esto le enerva la sangre al mismo Guzmán Blanco, quien era informado asiduamente por sus seguidores y aliados, consciente de todo lo que acaecía, le escribió a Linares Alcántara sobre la imperiosa necesidad de poner fin a tal pandemonio, pero este nunca le dio importancia al asunto.
No obstante, pronto se dieron acercamientos entre los opositores de Guzmán Blanco y Linares Alcántara, los cuales dieron como resultado el inicio de un intento de distanciamiento entre Francisco Linares Alcántara y Guzmán, respaldado por los estudiantes universitarios, quienes clamaban por la desaparición del caudillo de la vida política del país, mediante asiduos escritos en la prensa y manifestaciones públicas, logrando dañar varias estatuas de Guzmán Blanco, durante las mismas.
Alcántara, buscó materializar el distanciamiento, pero no fue capaz de hacerlo, pues por más que estudiantes y grupos políticos lo respaldasen, dicho alejamiento resultaba imposible en un país donde todavía, los círculos del poder, le pertenecían a Guzmán.
Los sectores burgueses, financieros y empresariales, veían con preocupación como las acciones de Alcántara perjudicaban sus interés, mientras que los militares fieles a Guzmán, entre ellos Joaquín Crespo, consideraban insultante, semejante traición al gran civilizador y muchos políticos, leales a Guzmán, se mantenían firmes ante la situación, esperando el regreso de su líder, pues era claro que Venezuela no podía permanecer en orden, sin Guzmán al frente de ella. Todo esto ocasiona un clima de tensión constante, que permanece hasta que repentinamente, Francisco Linares Alcántara, muere en 1878, dejando la presidencia en manos de José Gregorio Valera.

#### Presidencia de José Gregorio Valera

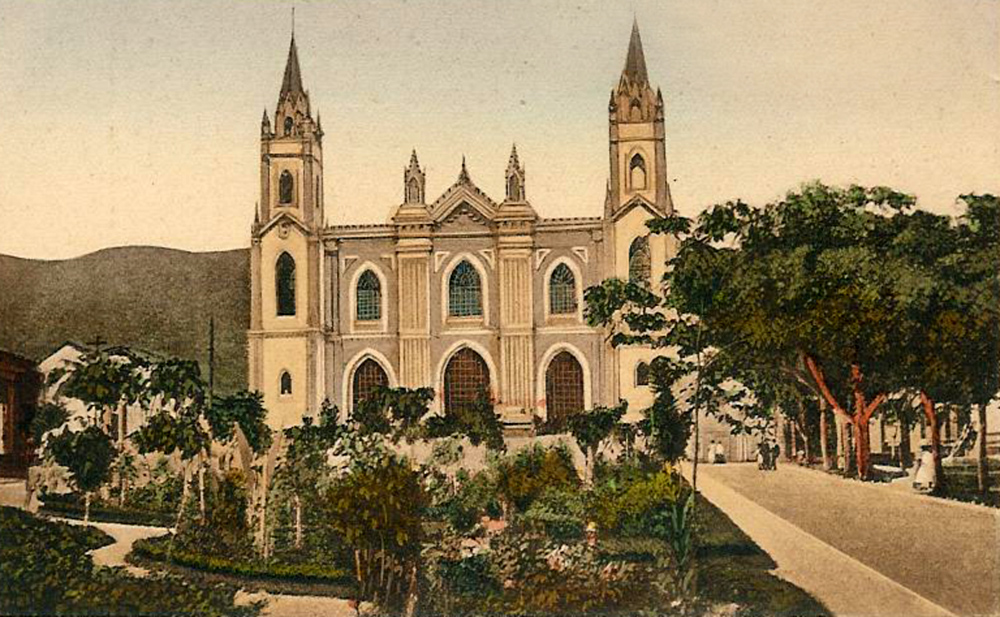
Panteón Nacional en 1874

La muerte de Francisco Linares Alcántara, ocasiona que muchos de los líderes antiguzmancistas, comiencen a temer, pues proyectaron, que este había sido envenenado por los seguidores de Guzmán, aunque sin fundamento alguno, pues el diagnóstico médico determinaba que la razón de su muerte había sido una afección bronquial, durante un viaje a la Guaira, que lo forzó a guardar reposo, tras lo cual fallece, al cabo de nueve días. Tras la muerte de Linares Alcántara, el presidente de la Alta Corte Federal, Jacinto Gutiérrez, asume la presidencia y posteriormente en diciembre de 1878, la Asamblea Constituyente designa como primer designado presidencial a José Gregorio Valera, ocupando la primera magistratura de forma provisional hasta las elecciones venideras en 1879.
Una vez en el cargo, Valera se centró en continuar el distanciamiento con Guzmán, al acercarse aún más a los opositores de Guzmán Blanco, para así fortificar aún más su posición, igualmente permitió que los estudiantes continuaran manifestando y oponiéndose públicamente al Divino Ausente, pero lo cierto es que no solo sería incapaz de siquiera debilitar el predominio guzmancista, sino que sería testigo del regreso de Guzmán Blanco al país.

#### Revolución Reivindicadora
La negativa de múltiples sectores y círculos a aceptar una Venezuela sin Guzmán, trajo como consecuencia el estallido de la Revolución Reivindicadora, la cual fue ejecutada por José Gregorio Cedeño (segundo designado presidencial), presidente del estado de Carabobo y fiel seguidor de Guzmán Blanco, de quien había recibido antes de partir, todos los recursos para armar un ejército y retomar el país, en caso de ser necesario y claramente el momento lo ameritaba.
Así, respaldado por los aliados, seguidores y por los círculos burgueses que querían el regreso de Guzmán Blanco, Cedeño, se enfrenta a Gutiérrez y Valera, lo derrota, entrando a Caracas el 13 de febrero de 1879, y lo fuerza a dimitir. Guzmán asume nuevamente el mando el 25 de febrero del mismo año, tras su regreso al país.

### Segundo Gobierno o El Quinquenio (1879-1884)

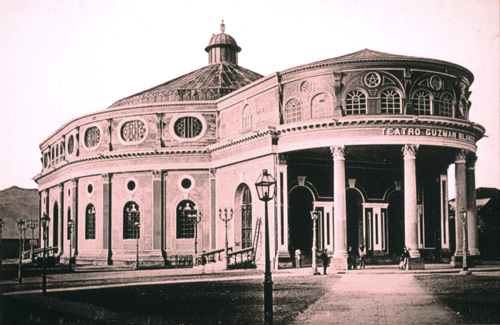
Teatro Guzmán Blanco (Actual Teatro Municipal de Caracas)

Guzmán Blanco asume su segundo período presidencial en medio de una dificultosa situación. Los altos círculos financieros, empresariales, terratenientes y la clase media y alta venezolana, cada vez más creciente, anhelan su retorno, deseosos de recuperar la muy beneficiosa situación económica y de estabilidad interna que Guzmán mantuvo durante el Septenio, enturbiada gracias a la incapacidad de Alcántara y José Gregorio Valera para liderar al país. Al morir inesperadamente Francisco Linares Alcántara Guzmán decide regresar al país, tras el aplastante éxito de la Revolución Reivindicadora que restaura el culto a su persona, presentándose en las elecciones de diciembre de 1878 y resultando electo por gran mayoría en el congreso.
Asume el poder en 1879 para gobernar hasta 1881, pero en 1880 reforma otra vez la constitución aprobando la reelección inmediata del presidente y fue reelegido para gobernar hasta 1882. En 1880 el prócer cubano José Martí decide solicitar asilo político en Venezuela, a donde llega el 20 de enero de 1881. En Caracas fundó la Revista Venezolana, de la que pudo editar solo dos números. En el segundo número, Martí escribe un notable ensayo sobre el destacado intelectual Cecilio Acosta: esto disgusta al presidente Guzmán Blanco que le acusa de inmiscuirse en la política nacional, motivo suficiente para ser expulsado a Nueva York. En las elecciones de 1882 Guzmán resulta fácilmente reelecto presidente para gobernar hasta 1884.
Durante el Quinquenio, Guzmán labora para restaurar la situación económica, devastada por la caída de los precios de muchos productos agrícolas, eje principal de la economía venezolana, en los mercados internacionales. Consciente de la situación, Guzmán aborda el problema desde otro flanco, acelerando los procesos de construcción de todas sus líneas férreas y desplegándolas sobre gran parte del territorio nacional, con lo cual consigue que el transporte de los productos se torne más rápido y eficiente, dando como resultado que el envío de las cosechas agrícolas, sea mayor, al desaparecer las irregularidades que antes impedían el comercio por tierra y asegurarse un flujo continuo de las mismas, dando como resultado que el país mantenga una exportación constante de productos, por lo cual, a pesar del descenso de los precios, Venezuela recupera la estabilidad. 

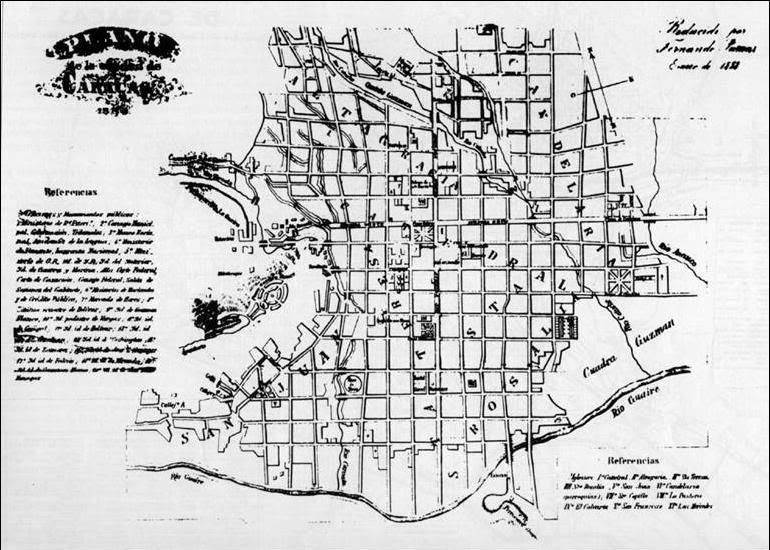
Plano de Caracas en 1884.

El día 18 de agosto de 1883 Guzmán Blanco crea por decreto el Territorio Federal Armisticio expropiando partes del entonces llamado Estado Los Andes, sección Táchira (actualmente Estado Táchira); Sur de Occidente, sección Zamora (hoy en día el Estado Barinas) y del Estado Bolívar, sección Apure (que conforma el actual Estado Apure). Estas expropiaciones se debieron al contrato que celebró el gobierno de entonces con el general colombiano Leonardo Canal para colonizar y explotar los bosques y minas de dicha entidad territorial, así como plantar quina y viñedos. Este territorio quedó disuelto por decreto del poder ejecutivo de fecha 19 de mayo de 1890, haciéndose efectivo el 17 de junio de ese año.
Aparte de la culminación de vías férreas, continúa con otros planes y acciones, como la oficialización del Canto Patriótico, Gloria al Bravo Pueblo, como Himno Nacional de Venezuela. También durante este gobierno se inauguró la primera reconstrucción del Teatro Baralt de Maracaibo, también se inauguró el Teatro Municipal de Caracas, se introduce el teléfono en Venezuela, se transfiere el Sistema de Telégrafos a manos del Estado, continúa su política de construcciones e introduce el Bolívar, en sustitución de la anterior moneda, el Venezolano.
En 1883 inaugura la Exposición Nacional de Venezuela para conmemorar el centenario de Simón Bolívar. Al culminar el gobierno sugiere al congreso a elegir a su nueva mano derecha, Joaquín Crespo, presidente. Este resulta elegido para un bienio.

### Tercer gobierno o «Bienio» (1886-1888)
En su tercer y último gobierno ganó la presidencia en las elecciones de 1886 para gobernar un bienio de 1886 hasta 1888, de manos del Consejo Federal, que lo eligió tras el regreso de Europa del Ilustre Americano, el cual se debía a que un grupo de estudiantes, intelectuales y personalidades políticas, militares y empresariales organizaron una «Aclamación Nacional», con la cual le rogaron por su regreso.
Este período no fue igual a los dos anteriores, ya que debió enfrentar una nueva generación de intelectuales y de jóvenes estudiantes, quienes organizaron una fuerte oposición a su gobierno, la cual Guzmán Blanco hubiese reprimido fuertemente sino fuese por su delicado estado de salud, el cual finalmente lo lleva a renunciar, retirándose antes de concluir su mandato.
Durante este bienio, Venezuela rompió relaciones con Inglaterra debido a la invasión del Territorio Esequibo por ciudadanos de la Guayana Británica. Sin terminar su período, Guzmán Blanco se va a Europa dejando el poder provisionalmente en manos del General Hermógenes López.
Otro de los grandes méritos de Guzmán Blanco, sería desde luego, la creación de la Casa de la Moneda y la creación e introducción de una moneda nacional propia, que primero será el Venezolano y luego pasará a ser el Bolívar, logrando así la unificación del sistema económico nacional, algo que no se veía en Venezuela desde la época colonial.
Las colonias europeas experimentaron muchos problemas. En 1888 se le cambió el nombre a la colonia Guzmán Blanco por el de "Independencia", pero ya en ese momento estaba en franca decadencia debido a la falta de vías de comunicación, la mala administración y la baja en los precios del café.
| Países en conflicto con Venezuela durante el guzmancismo   |                                                                                                |                                                       |                                                          |
|                                                            |                                                                                                |                                                       |                                                          |
| Reino Unido Expulsión de Embajadas y Misiones Diplomáticas | Estados Unidos de Colombia Confrontaciones Diplomáticas a causa de Negociaciones Territoriales | España Expulsión de Embajadas y Misiones Diplomáticas | Países Bajos Ruptura de Relaciones y Tensiones Militares |

| Países cercanos a Venezuela durante el guzmancismo         |                                        | |                                                   |
|                                                            |                                        | |                                                   |
| Segundo Imperio Francés Proyectos y Concesiones en el País | México Óptimas Relaciones Diplomáticas | Estados Unidos Cierre de Misiones Diplomáticas y Embajadas (1870-1872) Óptimas Relaciones Diplomáticas (1872-1882) | Imperio Alemán Proyectos y Concesiones en el País |

## Fortuna y corrupción

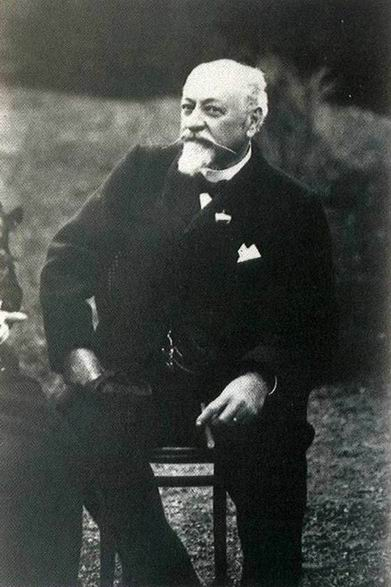
Guzmán Blanco en París, 1895

Dos cosas son innegables acerca de Guzmán Blanco, la primera dispuso de una muy grande fortuna, con haciendas, hatos, inversiones, empresas y propiedades en toda Venezuela e incluso varias de ellas en Francia y otros países europeos. La segunda, es que dicha fortuna se forjó en gran medida gracias a variedad de movimientos ilícitos o cuestionables, todos estos manejos realizados desde la presidencia de Venezuela.

### Comisión millonaria
De hecho, ya desde el final de la Guerra Federal, Guzmán Blanco, comenzó a lucrarse, al cobrar una muy jugosa comisión sobre el total de capital que constituía un empréstito solicitado por el gobierno de Juan Crisóstomo Falcón, a un banco en Londres, el cual se constituía en más de 1,5 millones de libras esterlinas, en el cambio de la época, una suma monetaria, que indudablemente habría sido de gran utilidad, pero Guzmán Blanco, cobró una parte de esa cifra a cambio de sus servicios por haber obtenido el préstamo. Esta comisión, redujo el empréstito a 2 millones de pesos y un compromiso de 20 millones de pesos, a ser cancelados en 25 años. Es decir, la participación de Guzmán Blanco sobre la suma fue millonaria en todo el sentido de la palabra.

### Movimientos en Europa
Igualmente Guzmán Blanco, varias veces durante el gobierno de Juan Crisóstomo Falcón, acudió a Londres para extraer cuantiosas sumas monetarias de cuentas y fideicomisos «encriptados» durante el gobierno Conservador, del que sólo Guzmán Blanco tenía conocimiento, ello a causa de su relación con el exsecretario de José Antonio Páez, Pedro José Rojas, a quien conociera en Estados Unidos durante su período como diplomático allá, el mismo período en el cual Páez estaba desterrado en dicho país. Rojas, le informó acerca de la existencia de dichos fondos, hacia finales de la Guerra Federal, tras cuya conclusión, Guzmán Blanco, inmediatamente investido con el cargo de Ministro Plenipotenciario en Europa, se dirige a Londres para extraer los capitales y luego dirigirse a París. Estos toques técnicos, se dieron dos o tres veces, durante el gobierno de Falcón y cada una de ellas representaban millones moviéndose hacia las cuentas del consagrado caudillo.
Igualmente, se debe tomar en consideración las ganancias legítimas, de Guzmán, por concepto de sueldos a causa de sus cargos, pues se estimaba que en promedio, el salario anual de un ministro, era de 3000 pesos anuales, en consecuencia y al saber que Guzmán Blanco ocupó variedad de cargos, en varias ocasiones simultáneamente, entre ellos ministerios, la presidencia del Senado, sus nombramientos como Ministro Plenipotenciario, entre otros, no resulta difícil entrever que percibiese gracias a ellos considerables sumas monetarias.

### Cambios en el capital universitario

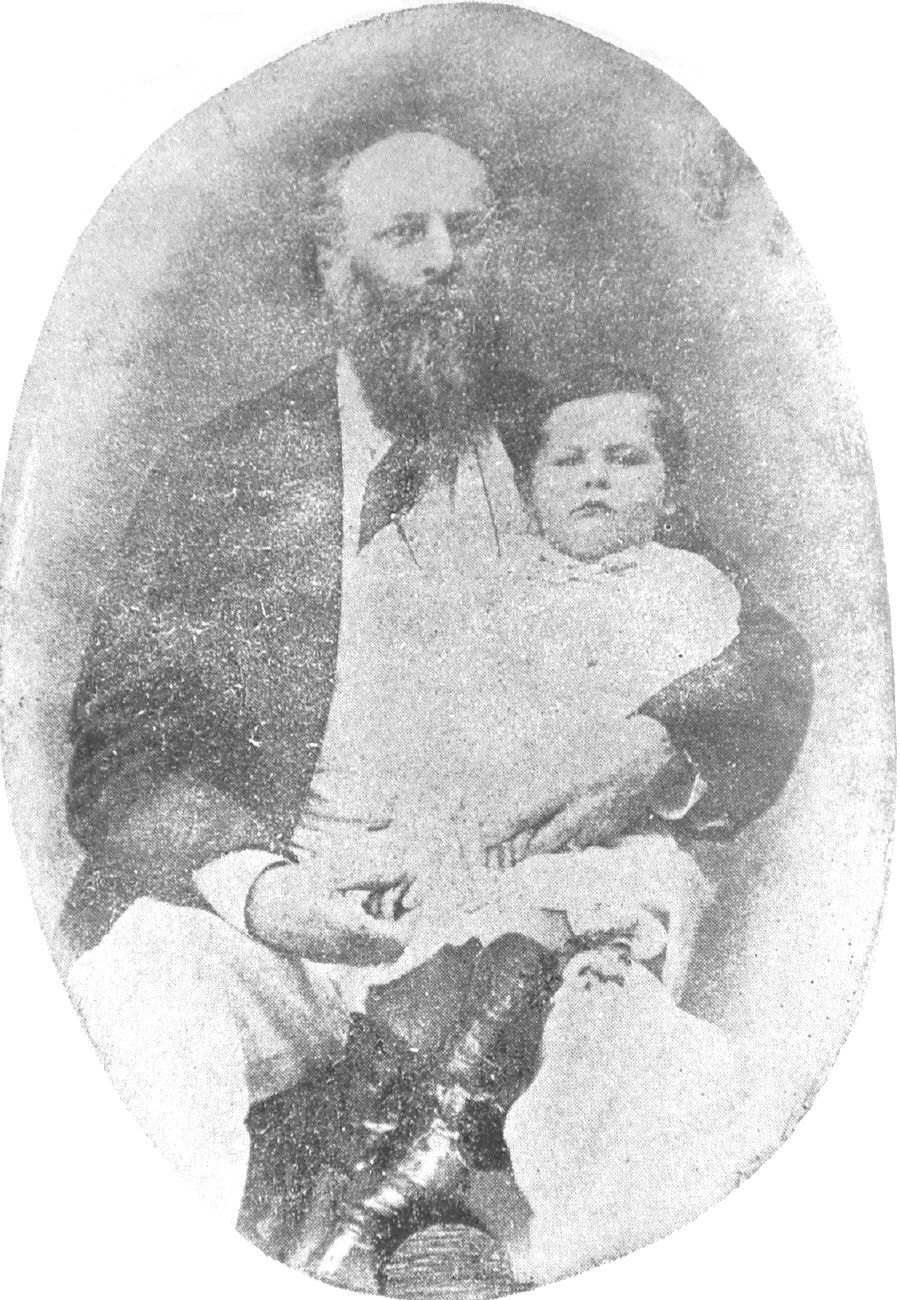
Guzmán Blanco junto con una de sus hijas

En 1880, año el cual, partiendo de una supuesta solidez de la Hacienda Nacional, Guzmán ordenó a los colegios y planteles de enseñanza superior, entre ellos la Universidad Central de Venezuela, que cambiaran el capital que tuviesen en fincas y solares urbanos, por bonos de la deuda consolidada. Como había adquirido antes gran cantidad de esos papeles, cuando las instituciones obedecieron y realizaron la operación, él participó: hizo una permuta que lo convirtió en dueño de una gran cantidad de valiosas propiedades, entre ellas la más famosa hacienda del país, Chuao, que ayudaba con el mantenimiento de la Universidad Central de Venezuela. De esta manera, la universidad se quedó con bonos y Guzmán con Chuao, así como con muchas propiedades, en diferentes estados, tanto en campo como en ciudad, convirtiéndose, ipso facto, en uno de los terratenientes más poderosos de Venezuela.
Guzmán Blanco igualmente, además de disponer del sueldo presidencial, obtenía sustanciales comisiones de cada trato, proyecto, negociación o concesión, que se llevase a cabo durante su gobierno, esto aplicó incluso con la construcción de los sistemas de ferrocarriles designados a la Compañía Alemana de Ferrocarriles, así como también la instalación del sistema de cable submarino, por parte de la Compañía de Cable Francés y hubo casos en los que el mismo obtenía la participación mayoritaria sobre negocios y empresas creadas por el gobierno, tal como fue el caso de la Compañía de Crédito de Caracas, que lo incorporaba a él como accionista.
La inmensa cantidad de recursos obtenidos por Guzmán Blanco, fueron invertidos por él mismo en numerosas inversiones y propiedades legítimas, contándose haciendas, hatos y viñedos, la adquisición de empresas, la participación accionaria de Guzmán en muchas otras compañías y la obtención de numerosas propiedades dentro y fuera del país. Todo esto le permitió concentrar una vasta fortuna y de un poder económico sin precedentes. De hecho, Guzmán Blanco llegó a poseer tantas tierras, solares, haciendas y hatos, que se decía que era capaz de satisfacer un mercado internacional por su cuenta.

### Propiedades

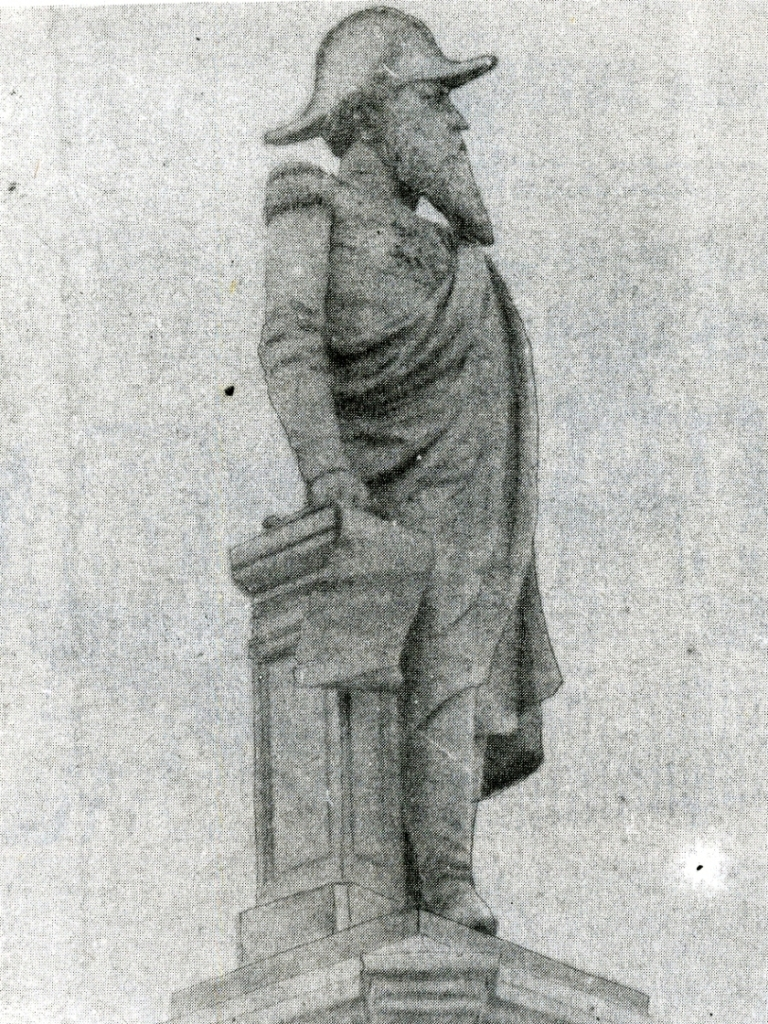
Estatua pedestre de Guzmán Blanco conocida popularmente como «El Manganzón»

En cuanto a sus propiedades, la más notoria en Venezuela, fue su Gran Mansión de Antímano, una extensa residencia ubicada a las afueras de Caracas, lujosa, con decoraciones, pinturas, estatuas y adornos extranjeros, fuentes y un esplendoroso jardín, era esta la propiedad en la que Guzmán Blanco pasaba más tiempo durante sus estadías en Caracas, y que pasó a adquirir un aura versallesca, convirtiéndose en el lugar a donde la clase alta de Caracas y los dignatarios extranjeros, acudían a prestar alabanza al Gran Arquitecto de Venezuela
Por otro lado, en el extranjero, su más valiosas posesiones, tendían a concentrarse en París, donde a manera de inversiones, acciones y propiedades, disponía de una vasta fortuna bien agrupada, y su residencia más valiosa, sería su Palacio de París, su esplendorosa residencia, al estilo neoclásico, con todo tipo de lujos y digna de un auténtico noble europeo.
En general Guzmán creó una fortuna, con base a los movimientos que hizo desde las altas esferas del poder, convirtiéndose a sí mismo en uno de los hombres más ricos de Venezuela, pero al mismo tiempo acentuó un mal que ha acometido desde entonces: la corrupción.

## Masonería
En 1854, da un paso decisivo en su vida, cuando ingresa a las logias masónicas caraqueñas Concordia y Esperanza, así como a la Sociedad de María, fue esta una institución en la que iría en ascenso hasta alcanzar el encumbramiento, así como también el centro de origen de sus futuros roces con la Iglesia católica debilitando su poder, al pasar al Estado funciones que tradicionalmente eran realizadas por esta, creando las instituciones del registro civil, la educación pública, promovió la instauración del culto a los héroes de la guerra de independencia. Hoy después de 200 años de independencia el «Ilustre Americano» sentó las bases civiles de lo que es el país al introducir los tres poderes Legislativo, Ejecutivo y Judicial.

## Después de su muerte
Una de las obras de construcción más famosas del guzmanato es el Panteón Nacional, nacido de la remodelación y reconstrucción de la Iglesia de la Santísisma Trinidad y concebido para ser el lugar de descanso eterno de los Grandes Héroes de la Patria. El 11 de febrero de 1876 Guzmán Blanco ordena el traslado de los restos de los próceres y ciudadanos eminentes de Venezuela al Panteón Nacional, que el mismo había reacondicionado.

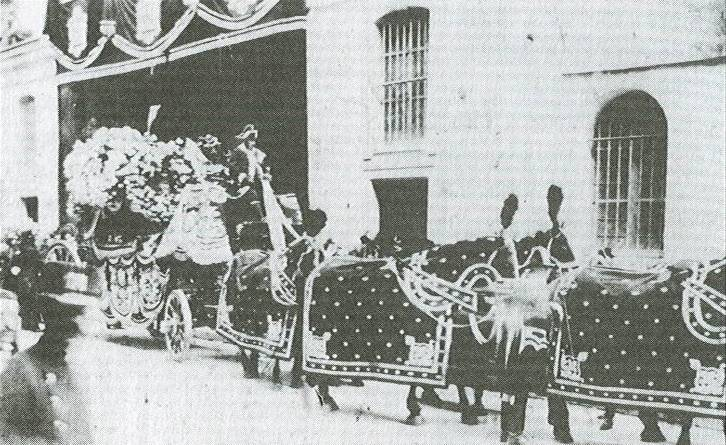
Funeral de Guzmán Blanco en París, 1899.

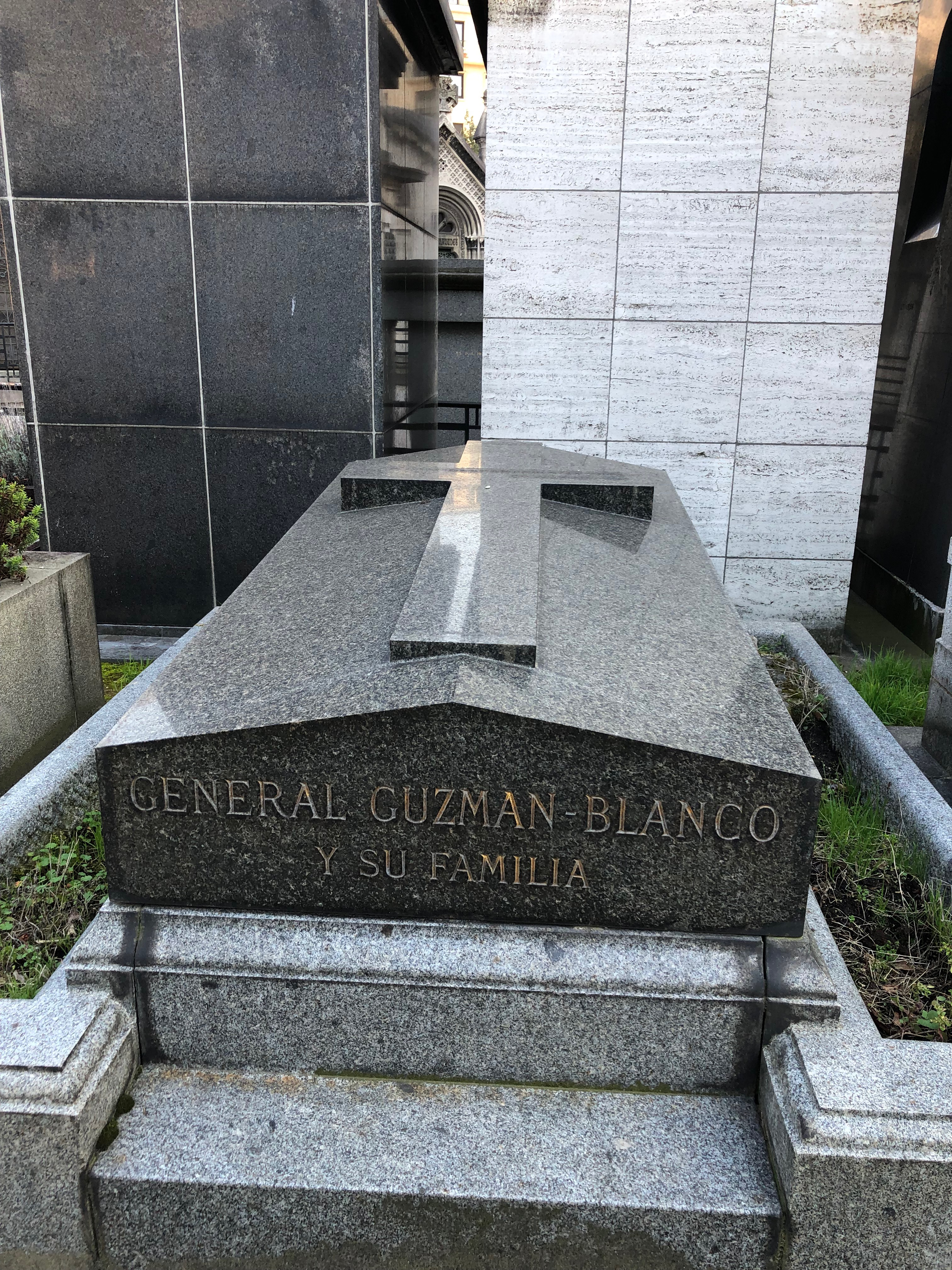
Lugar donde se encontraba enterrado Guzmán Blanco entre 1899 y 1999, en el Cementerio de Passy, en la ciudad de París.

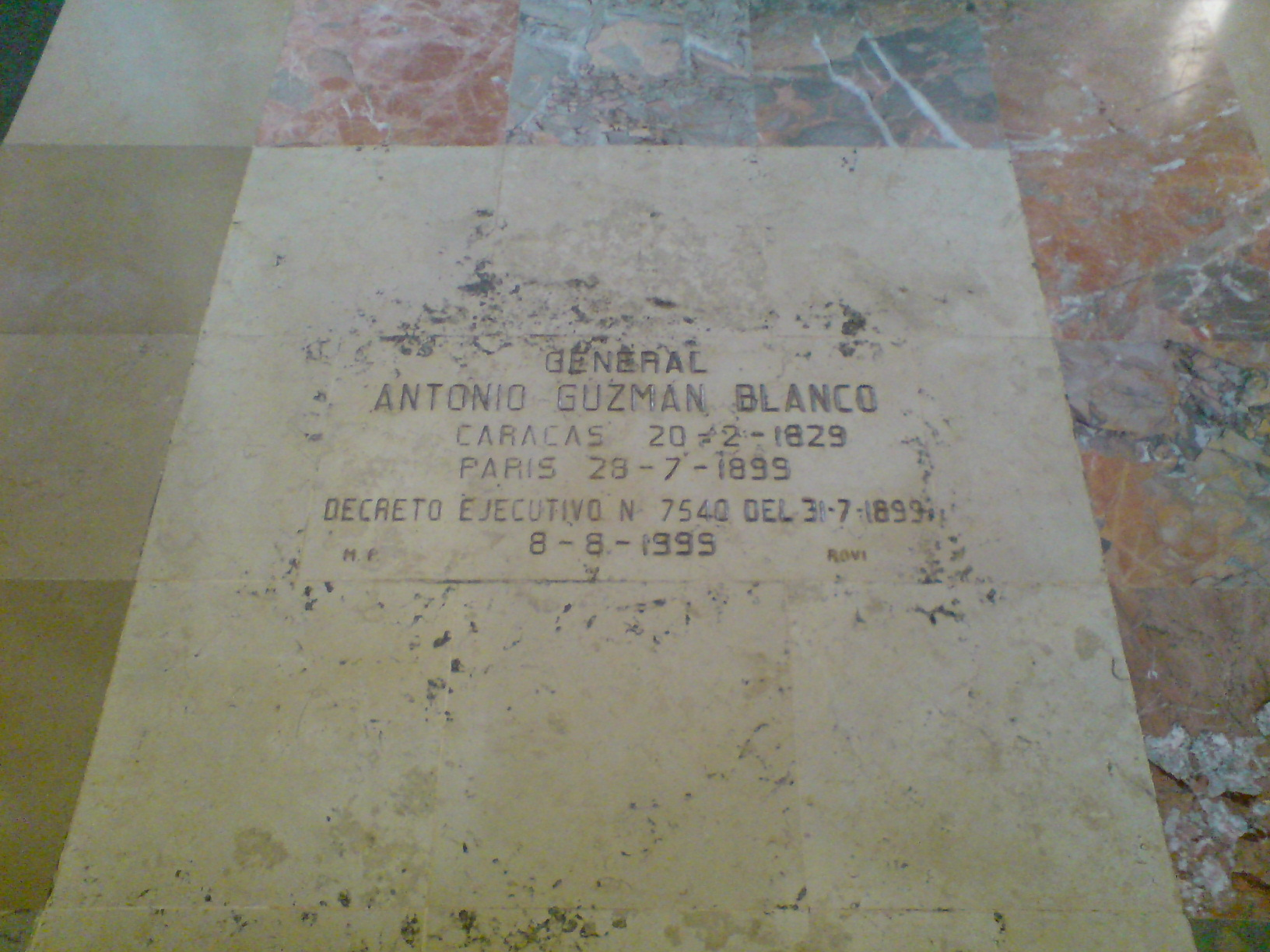
Guzmán Blanco en el Panteón Nacional de Venezuela.

Hasta ese entonces, los restos de varios Grandes de la Patria ya se encontraban en la antigua Iglesia de la Santísima Trinidad, tales como el Marqués del Toro, y de hecho, para la fecha en que se inauguró el Panteón Nacional propiamente, ya muchos próceres estaban reposando allí, como José Gregorio Monagas, Manuel Ezequiel Bruzual, Ezequiel Zamora, Juan Crisóstomo Falcón y Andrés Ibarra. Además decreta que todo aquel que hubiese ocupado la presidencia, tenía por ley el derecho de reposar en el Gran Mausoleo de la Patria, al momento de su muerte, pero tras la desaparición de Guzmán Blanco de la vida pública, el país cae de nuevo en el desorden y a la fecha de su muerte en 1899, el decreto, no es aplicado a él mismo. Fue enterrado en el Cementerio de Passy, en la ciudad de París.
El 31 de julio de 1899, el presidente Ignacio Andrade emitió el decreto por el cual los restos del General Antonio Guzmán Blanco, debían ser trasladados a Caracas desde París, para que tuvieran eterno descanso en unas de las tantas obras que había sembrado en el país, pero esto no sucedió. Más tarde el general Manuel Antonio Matos, yerno de Guzmán, quiso traerlo pero fue absorbido por la Revolución Libertadora en contra de Cipriano Castro. Durante sus 27 años de mandato, Juan Vicente Gómez ignoró el asunto, al igual que Eleazar López Contreras. Este último, según cuenta la historia, no quiso gestionar la repatriación porque comparó el gobierno de Guzmán Blanco y el de Gómez y determinó que ambos habían sido igual de dictadores.
Los presidentes Carlos Andrés Pérez, Luis Herrera Campins y Jaime Lusinchi estuvieron dispuestos a llevar a cabo la misión. Algunos aseguran que Campíns estuvo a punto de hacerlo, pero en la historia de los restos de Guzmán Blanco abundan las anécdotas. En 1981, por ejemplo, El Nacional publicó la noticia según la cual el Concejo Municipal del Distrito Federal había aprobado un decreto en el que se disponía el traslado de los restos del expresidente venezolano, de París a Caracas. En julio de 1985, otra noticia alarmaba a la opinión pública venezolana, al parecer los restos de Guzmán Blanco estaban a punto de ser enviados a una fosa común.
En 1999 se iniciaron las gestiones para exhumar los restos de Guzmán Blanco a cargo de la Cancillería venezolana, al mando del ministro de Relaciones Exteriores José Vicente Rangel y el embajador de Venezuela en Francia, Hiram Gaviria en concordancia con las órdenes del entonces presidente, Hugo Chávez Frías. El embajador Gaviria, informó vía telefónica que una vez abierta la tumba constataron que el cuerpo del Ilustre Americano se encontraba intacto y que lo más impresionante es que aún conservaba su característica barba. 
Sus restos arribaron el 7 de agosto de 1999 a Venezuela, procedentes de Francia, tras cumplirse 100 años de su muerte el 28 de julio. El féretro viajó en vuelo comercial desde París y llegó al Aeropuerto Internacional de Maiquetía a primera hora de la tarde, donde se le rindieron honores militares.
A continuación fue trasladado al salón Elíptico del Palacio Federal Legislativo al que acudieron los ministros de Relaciones Exteriores, José Vicente Rangel; de Defensa, Raúl Salazar; de Educación, Héctor Navarro y el gobernador del Distrito Federal, Hernán Gruber Odremán. El Historiador José Ramón Castellanos tuvo a su cargo elaborar y efectuar el discurso de orden. Los cadetes de las diferentes escuelas de formación de oficiales de las Fuerzas Armadas de Venezuela permanecieron en guardia de honor durante todo este día, mientras los restos de Antonio Guzmán Blanco se mantuvieron en capilla ardiente.
La ceremonia oficial se inició con una ofrenda floral que el jefe de Estado, la cual depositó ante el sarcófago de Simón Bolívar, acompañado de los ministro de Interior, Ignacio Arcaya; ministro de Relaciones Exteriores, José Vicente Rangel; ministro de Defensa, General de División Raúl Salazar Rodríguez, ministro de Educación Héctor Navarro; el ministro de Secretaría de la Presidencia, General de División Lucas Rincón Romero y del gobernador del Distrito Federal, Hernán Gruber Odremán.
En los actos de inhumación, el primer mandatario nacional compartió el presidium con el presidente de la Asamblea Nacional Constituyente, Luis Miquilena; el de la Cámara de Diputados, Henrique Capriles Radonski, así como descendientes de Antonio Guzmán Blanco.
El orador de orden fue Federico Brito Figueroa, rector de la Universidad Experimental Rómulo Gallegos, y los restos del General Antonio Guzmán Blanco fueron inhumados a las 1:20 PM. del 8 de agosto de 1999.

### Otros homenajes
- El Estado Guzmán Blanco fue una antigua entidad federal de Venezuela ubicado en la región norte-central del país, que a lo largo de sus escasos 16 años de existencia comprendió los territorios de los actuales estados de Aragua, Guárico, Miranda, Nueva Esparta y Vargas. Bautizado en honor a Antonio Guzmán Blanco fue fundado en 1873 con el simple cambio de nombre de la entonces provincia de Aragua (conformada en Estado por medio de la constitución de 1864) y disuelto para resultar en otros estados en 1889.
- El Teatro Guzmán Blanco: su construcción fue iniciada en 1876 por el arquitecto francés Esteban Ricard y completada a partir de 1879 por el venezolano Jesús Muñoz Tébar. Inaugurado por Guzmán Blanco en 1881 se ofreció una representación de la ópera Il Trovatore de Giuseppe Verdi, a cargo de la Compañía de Ópera Italiana Fortunato Corvaia. Su denominación actual es Teatro Municipal de Caracas Alfredo Sadel.
- El Parque Guzmán Blanco:  su construcción fue ordenada por el presidente Guzmán Blanco a unos paisajistas franceses para crear un jardín botánico y paseo en la colina de El Calvario. La obra fue inaugurada en 1883 con el nombre de Paseo Guzmán Blanco. Los jardines fueron emplazados en grandes terrazas y fueron realizados por Luciano Urdaneta y Eleazar Urdaneta, el paseo contaba además con una capilla y una estatua de Guzmán Blanco, llamada popularmente "El Manganzón" que fue derribada después de que este saliera del poder. Su denominación actual es Paseo Ezequiel Zamora.
- La Plaza Guzmán Blanco de Caracas localizada en la parroquia Coche del Municipio Libertador al oeste del Distrito Metropolitano de Caracas.
- La Avenida Guzmán Blanco localizada en la parroquia Coche del Municipio Libertador al oeste del Distrito Metropolitano de Caracas.
- La Avenida Guzmán Blanco, conocida como Cota 905, localizada en la parroquia El Paraíso del Municipio Libertador al suroeste del Distrito Metropolitano de Caracas.
- La Avenida Guzmán Blanco es una de las seis (6) vías que desembocan en la céntrica Plaza Bolognesi ubicada en el Cercado de Lima y el Distrito de Breña, en la capital del Perú. Las otras son las avenidas Brasil, Arica, Alfonso Ugarte, y 9 de diciembre, y el jirón Paraguay.

## Análisis

### Estilo de gobierno

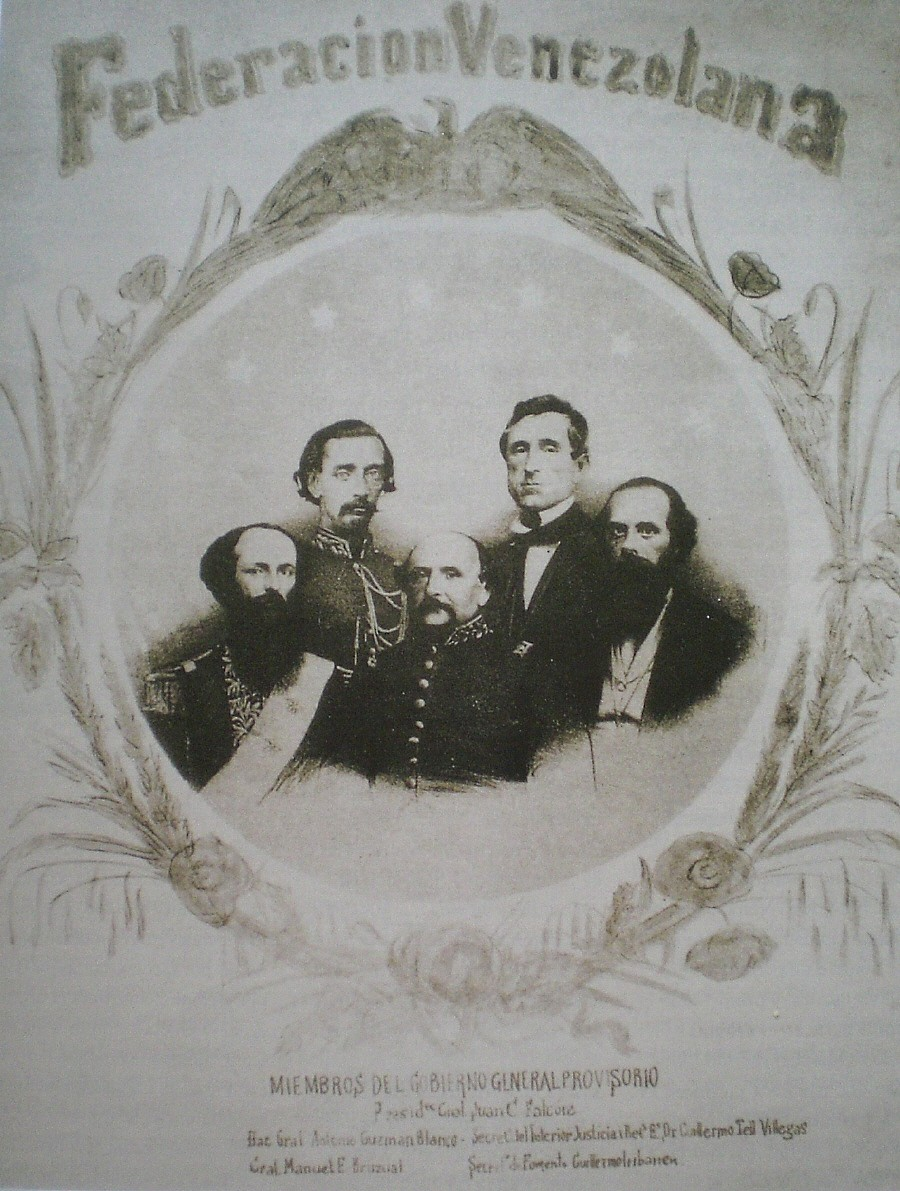
Afiche alusivo al gobierno provisional de la Federación. Al centro: Juan Crisóstomo Falcón; izquierda: Antonio Guzmán Blanco y Manuel Ezequiel Bruzual; derecha: Guillermo Tell Villegas y Guillermo Iribarren

Su estilo de gobierno aunque en definitiva, autocrático y personalista, se caracterizó también por su increíble efectividad para promover el progreso, atribuyéndosele a su administración el haber, realmente, organizado al país en más de un sentido, al tener como muestra los múltiples logros que tuvo su gobierno, influyéndose la puesta en circulación del Bolívar, la primera moneda nacional, que funcionaba a cabalidad desde el peso español en la época colonial, la urbanización de Caracas, la construcción de una vastedad de edificaciones y estructuras sin precedentes y la organización de la educación en el país, mediante el Decreto de Instrucción Pública.
Además, logró consolidar una paz relativa en el territorio nacional, ello con el pleno objetivo de permanecer en el poder el mayor tiempo posible. Sin embargo, quizá uno de los rasgos de su gestión más recordados y controvertidos sería su confrontación, durante el Septenio, con la Iglesia católica, con la cual sostuvo diferencias, que lo llevaron a tomar medidas represivas contra sus representantes en Venezuela y derivó en una serie de acciones que buscaron la definitiva separación de la Iglesia y el Estado, tales como la creación del Registro Civil, la confiscación de propiedades eclesiásticas y en última instancia un intento de separar la Iglesia venezolana de la Santa Sede, e instituirse como independiente con él como Supremo Líder de la misma.
Fue uno de los políticos, diplomáticos y militares más poderosos de Venezuela durante el siglo XIX, así como también el más importante caudillo surgido de la Guerra Federal.
Igualmente de él se ha dicho, que era un megalómano desenfrenado en búsqueda constante de alabanza y adoración, algo que indudablemente consiguió[cita requerida], así como también se ha afirmado que era en extremo vengativo, sin embargo se le reconoce por su inteligencia, sus habilidades diplomáticas, políticas, de estratega y militar. Todas estas cualidades que le permitieron alcanzar el poder y ascender rápidamente debido a la Guerra Federal, pasó de ocupar altos cargos en el ejército rebelde, a detentar altos puestos en el gobierno, ocupó en dos ocasiones el Ministerio de Relaciones Exteriores y el Ministerio de Hacienda, también fue tres veces Ministro Plenipotenciario en Europa, continente de donde recibiría una extensa influencia tanto en lo político como en lo ideológico, fue presidente Interino y del Senado, hasta finalmente alcanzar la Presidencia de Venezuela con la Revolución de Abril, la cual detentó durante 14 años oficialmente, mientras que por otros cuatro, los dos gobiernos que tomaron lugar entre sus mandatos fueron controlados por él como Gobiernos Títeres.
Es una de las personalidades clave de la Historia de Venezuela, su acción es de las más reconocidas y recordadas, y su notable legado, representado en los productos de su ambicioso plan de modernización y construcciones como el Palacio Federal Legislativo, el Teatro Municipal de Caracas o el Panteón Nacional, entre otros, así como también a través de su proceder político, que dio inicio a la concepción de Venezuela como Estado Moderno.